# Škoda Auto
Škoda a. s. ([ˈʃkoːda]) — крупнейший производитель автомобилей в Чешской Республике, со штаб-квартирой, расположенной в городе Млада-Болеслав. Фактически является продолжателем компании Laurin & Klement, зарождённой в 1895 году, и ставшей в 1925-м частью промышленного конгломерата «Akciová společnost, dříve Škodovy závody» (сейчас — Škoda Holding). После приватизации, произошедшей в 1991 году, Škoda Auto была поэтапно поглощена немецким концерном Volkswagen Group, является на сегодня крупнейшим чешским экспортёром и одним из крупнейших чешских работодателей. Автомобили Škoda продаются более чем в 100 странах и по итогам 2018 года общий объём продаж в мире превысил 1,25 млн единиц.

## История

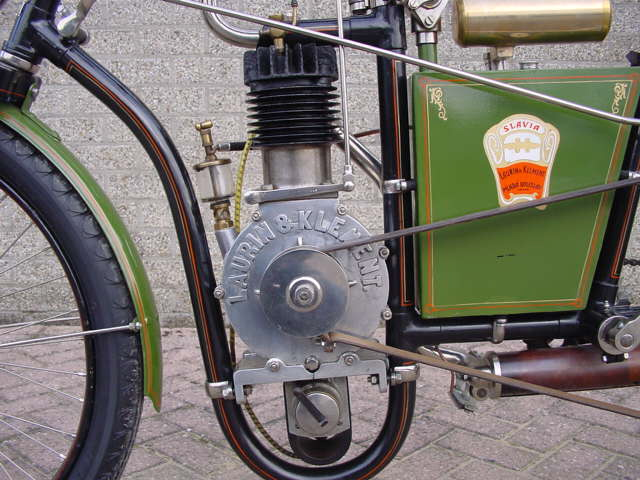
Мотоцикл Laurin & Klement с логотипом Slavia

История производства автомобилей, носящих в настоящее время марку Škoda, началась более ста лет назад и этому предшествовала 10-летняя предыстория. Поводом для основания компании послужил отчасти курьёзный случай. 26-летний книготорговец Вацлав Клемент приобрёл велосипед производства немецкой фирмы Seidel & Naumann, который, вопреки ожиданиям владельца, часто ломался. Вацлав написал жалобу в чешский офис производителя, располагавшийся в Усти-над-Лабем, откуда он получил отписку с требованием писать рекламацию на немецком языке. Хотя в то время немецкий язык считался основным в Австро-Венгрии, ситуация в целом задела Клемента и он решил, что сможет самостоятельно заняться выпуском велосипедов, только более надёжных. Компаньоном стал механик Вацлав Лаурин, часто посещавший книжный магазин Клемента, мастерская расположилась в арендованном помещении на окраине Млада-Болеслава. Новообразованное предприятие назвали Laurin & Klement, и с декабря 1895 года начали производить велосипеды под торговой маркой «Славия» (Slavia), имевшей патриотический славянский подтекст. Продукция быстро завоевала популярность, штат компании постоянно увеличивался, росли и масштабы производства, уже в 1897 году была приобретена собственная земля и построен завод. К 1899 году фирма Laurin & Klement начала производство мотоциклов, а на рубеже веков компания предприняла ещё один важный шаг — был взят курс на производство автомобилей. Уже первая модель Voiturette A, выпущенная в 1905 году, имела коммерческий успех. Вскоре дебютировали другие легковые модели различных классов, от недорогих до престижных, а также грузовые машины и автобусы.
Для ускорения развития и расширения производства возникла необходимость привлечения дополнительных финансов, и в 1907 году основатели преобразовали Laurin & Klement в акционерное общество. Размеры фабрики неуклонно росли, число сотрудников превысило шесть сотен, продолжала расширяться и линейка моделей. Большое влияние на продажи оказывали спортивные успехи машин Laurin & Klement, на которых удавалось регулярно показывать хорошие результаты в международных автосоревнованиях. В то же время в 1908 году было свёрнуто производство мотоциклов.

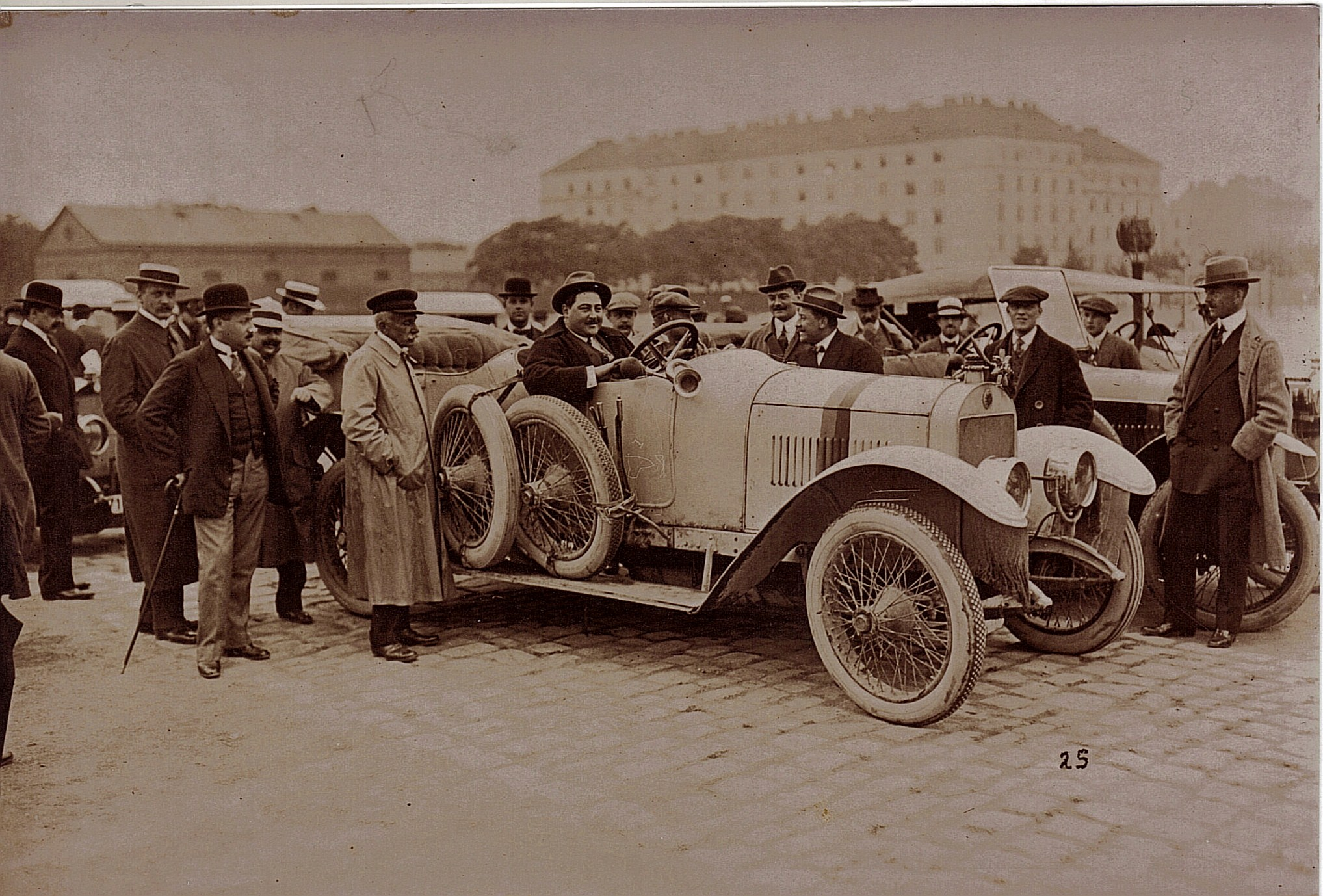
Александр Йозеф Коловрат-Краковский за рулём спортивного Laurin & Klement

В 1912 году была поглощена автомобильная фабрика RAF, располагавшаяся в городе Райхенберг. Одновременно с ростом завода расширялся и ассортимент производимой продукции, который стал охватывать новые секторы машиностроения для компании. Начали производить стационарные двигатели (по лицензии Brons), авиационные двигатели (по лицензии Lorraine-Dietrich), бесклапанные плунжерные двигатели Knight, дорожные катки Laurin & Klement VB (в сотрудничестве с First Prague Stock Machinery Ruston), моторные плуги Excelsior и др.

### Первая мировая война и межвоенный период
Во время Первой мировой войны завод был стабильно загружен военными заказами, легковые и грузовые автомобили производились для нужд австро-венгерской армии. И наоборот, после войны возникли проблемы из-за распада Австро-Венгрии, большинство клиентов неожиданно оказалось за пределами границ, разрушились многие довоенные деловые связи, экспорт был сведен к минимуму. В частности полностью прекратились поставки машин в Российскую империю, на которую до войны приходилось до трети всего экспорта предприятия. Новые европейские государства оказались экономически слабыми, в том числе и новообразованная Первая Чехословацкая республика, которая активно боролась за территориальную целостность, а автопроизводители на её территории находились под контролем армии. В это время в Laurin & Klement ограничения на производство автомобилей старались частично компенсировать другими видами деятельности, такими, как производство моторных плугов Excelsior, пользовавшихся хорошим спросом.
Спустя несколько лет после окончания Первой мировой войны экономика страны начала восстанавливаться, в Laurin & Klement произошёл новый виток развития деловой активности, обновлялись торговые связи, несмотря на увеличившееся число таможенных барьеров с соседними странами. Компания постепенно увеличивала общий объём выпуска, хотя сами модели послевоенного периода считались консервативными на фоне продукции конкурентов.

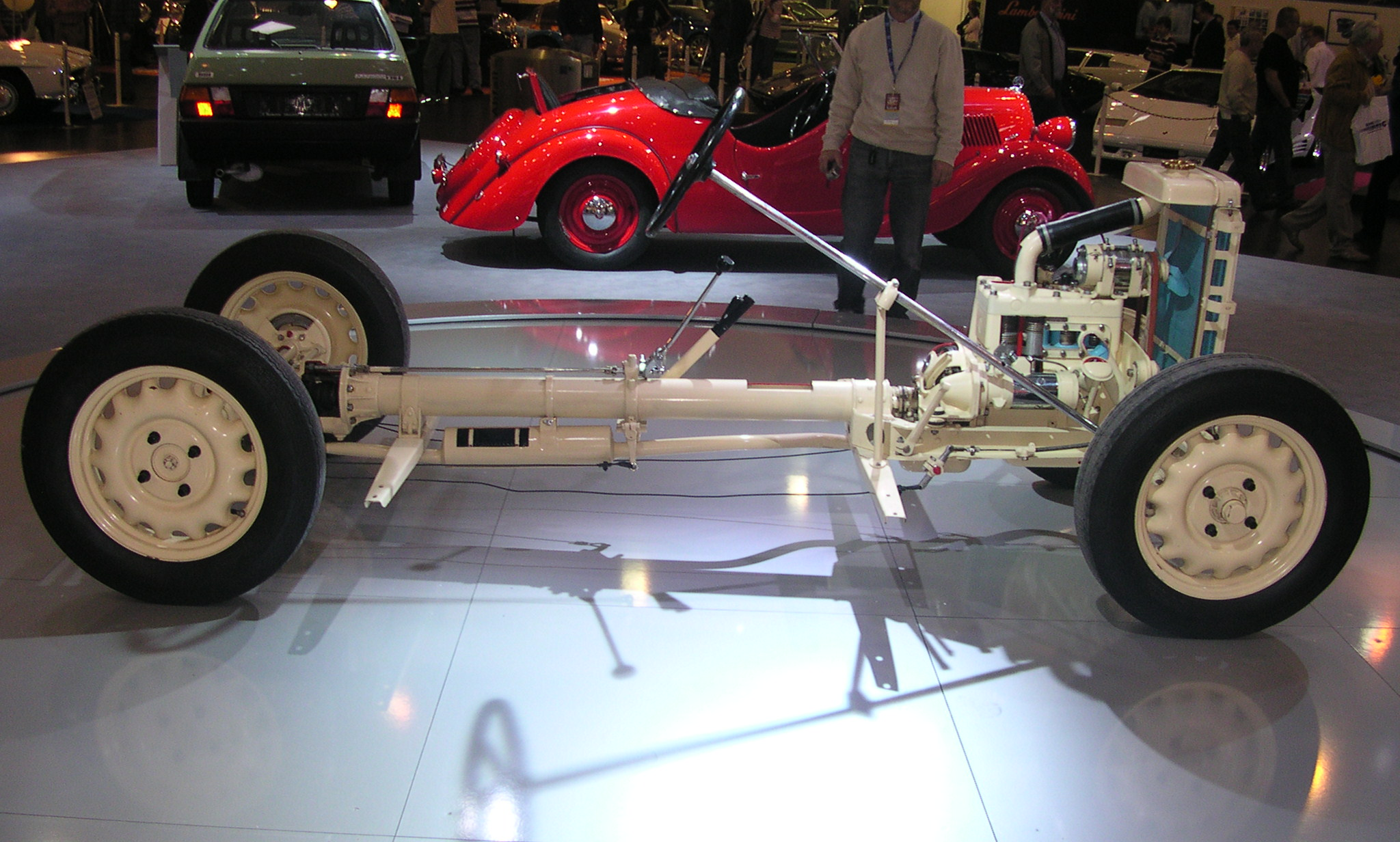
Вильчато-хребтовая рама модели Škoda 420 Popular

28 июня 1924 года на предприятии случился пожар, который уничтожил значительную часть оборудования и техники. Хотя оборудование заменили, и в ноябре 1924 года оно было установлено в новых зданиях, Laurin & Klement оказалась в тяжёлом состоянии: её модели из-за устаревшей концепции с трудом составляли конкуренцию на внутреннем рынке машинам чешских компаний Praga и Tatra, масштаб производства оставался относительно небольшим, а вследствие этого цены на продукцию — высокими. Финансовые вливания были необходимы как для расширения производства, так и для разработки новых моделей. Поэтому 27 июня 1925 года произошло объединение с чешским концерном Akciová společnost, dříve Škodovy závody v Plzni (в настоящее время Škoda Holding). Автомобильный завод в Млада-Болеславе с тех пор стал специализироваться на производстве легковых автомобилей под маркой Škoda, почти вся администрация переехала в штаб-квартиру в Праге, а разработка и производство коммерческих автомобилей — в Пльзень.
Начиная с 1 января 1930 года завод в Млада-Болеславе был преобразован в «Акционерную компанию автомобильной промышленности» (Akciová společnost pro automobilový průmysl, сокращенно ASAP). Также в компанию вошли: отделение в Пльзене, филиалы, ремонтные предприятия и коммерческие представительства.

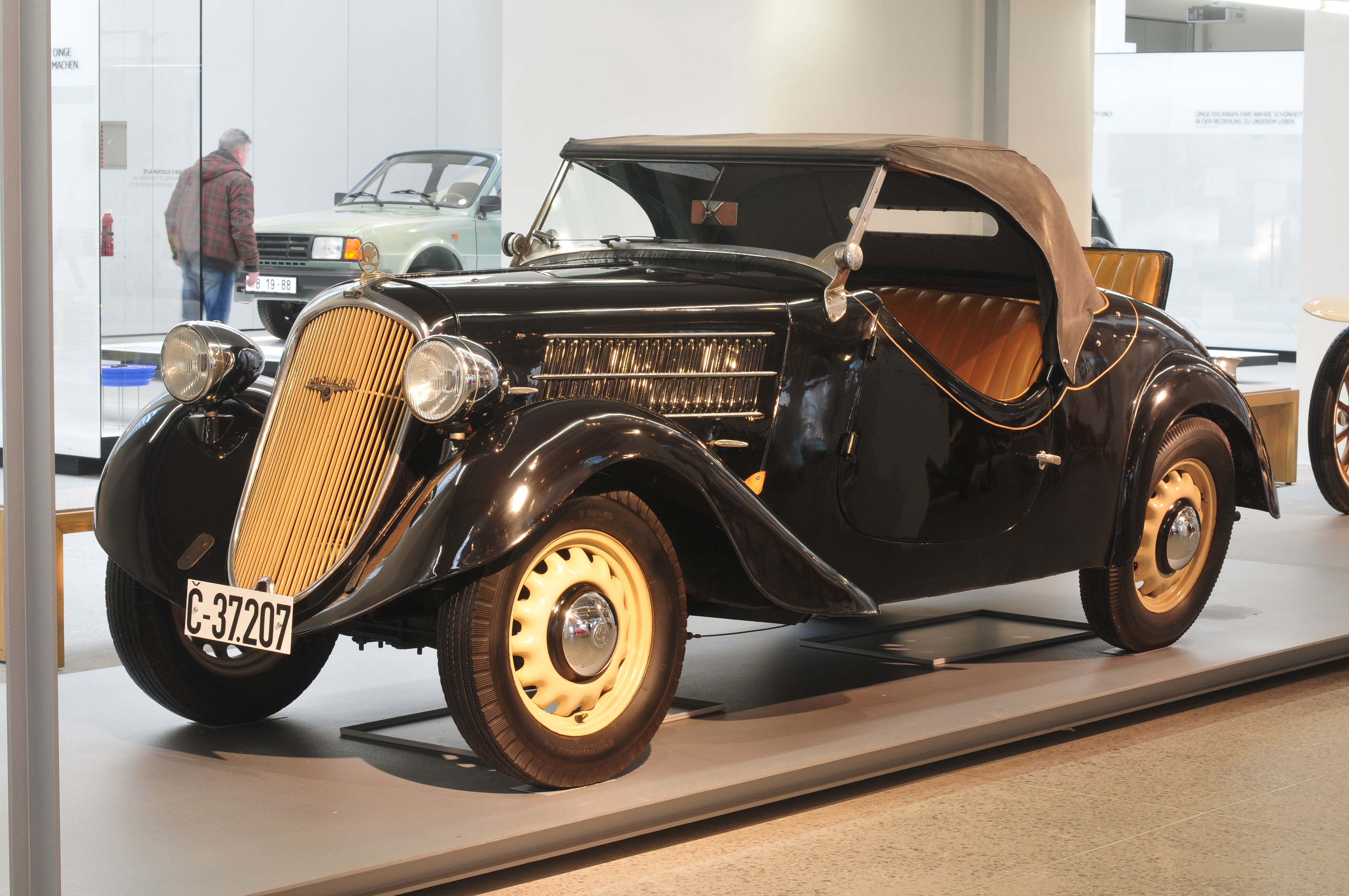
Škoda Popular

Великая депрессия замедлила развитие Škoda, но не остановила его. В 1930-х годах компания Škoda представила новую линейку автомобилей, под руководством главного инженера Владимира Матуша, которая значительно отличалась от предыдущих моделей по конструкции. Прежде всего за счёт использования так называемой «вильчато-хребтовой рамы» в шасси, которая решала проблему недостаточной жёсткости на кручение использовавшихся прежде автомобилей с рамами традиционного лестничного типа, плюс удавалось сократить общий вес машины. Главным конструктивным элементом вильчато-хребтовой рамы является центральная труба, внутри которой проходит карданный вал. Преимущество такой схемы — очень высокая крутильная жёсткость. Ещё одним новшеством стало использование независимой подвески колёс. Первенцем новой линейки в 1933 году стал компактный Škoda 420 Standard, масса которого составляла всего 650 кг (на 350 кг меньше, чем у такого же по размеру предшественника Škoda 422). Также новинка оказалась легче в управлении и с более низким расходом топлива, к тому же она обходилась дешевле в производстве, что позволило снизить отпускную цену. Всё это принесло высокую популярность модели, поэтому к её имени добавили приставку «популярная» (Popular). Вслед за ней появилось ещё несколько моделей использовавших новый подход к конструированию машин: Superb (1934), Rapid (1935), Favorit (1936). Прежде всего благодаря этой четвёрке моделей в 1936 году Škoda вышла на первое место в Чехословакии по продажам с 4990 автомобилями (39% рынка), и экспортировала ещё 2180 машин. Всё это благотворно сказалось на привлечении новых инвестиций автомобилестроителем.

### Годы Второй мировой войны
В годы Второй мировой войны Škoda стала частью экономической системы нацистской Германии и практически полностью переключилась на выпуск военной продукции. Заводы выпускали газогенераторные грузовики, гусеничные тягачи, а на базе модели Škoda Superb выпускались штабные машины для немецкой армии. В 1945 году до 70 % заводских площадей Škoda на территории Праги были "ошибочно" уничтожены американскими B-17 бомбардировками.

### Послевоенный социалистический период

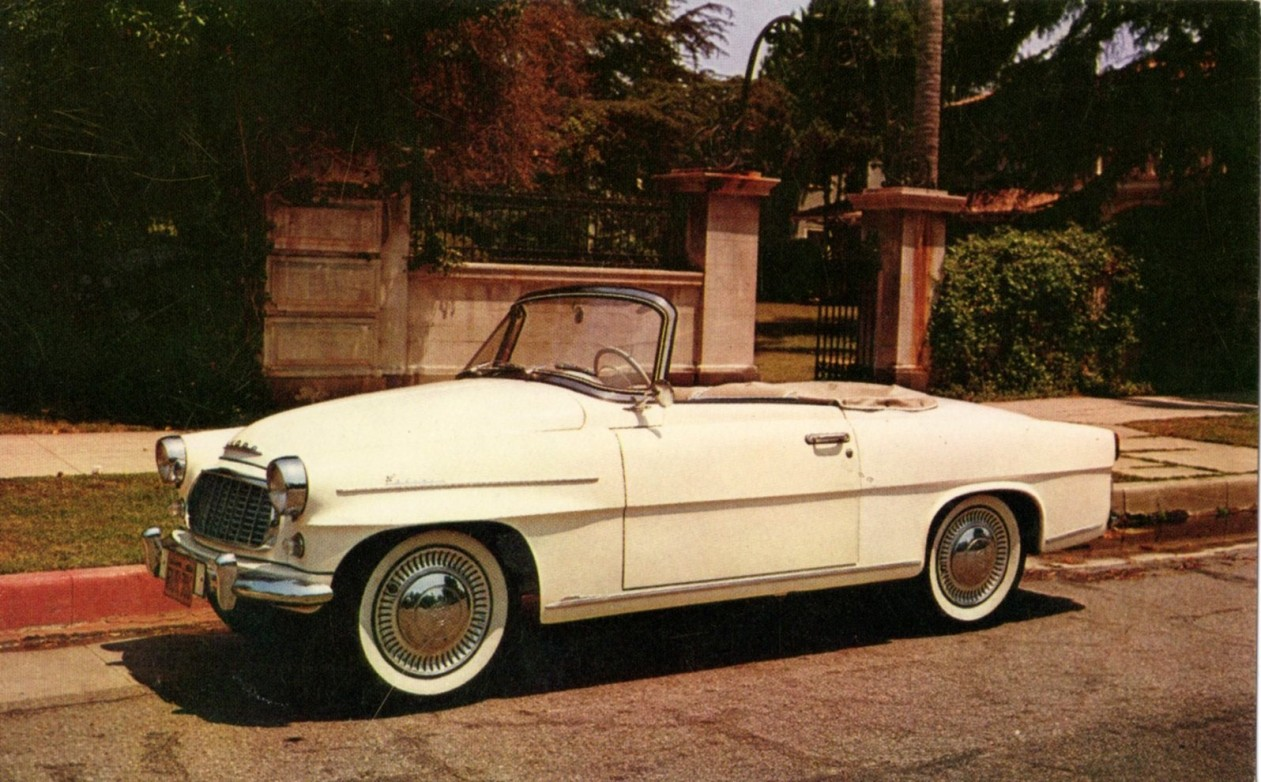
Кабриолет Škoda Felicia (1959)

С окончанием войны произошли перемены. Страна встала на социалистические рельсы, работа всей промышленности в этот период планировалась централизованно. Практически прекратились продажи новых машин западно-европейского производства, переименованная в национальное предприятие AZNP Škoda стала практически полностью доминировать на рынке частных автомобилей Чехословакии. Благодаря прочной базе и отлаженным производственным процессам Škoda смогла активно развиваться в социалистической Чехословакии, несмотря на разрыв связей с западноевропейским автопромом. Регулярно появлялись новые удачные модели, которые пользовались успехом как на внутреннем, так и на экспортных рынках — Tudor, 1200/1201, Spartak, Octavia, 1000 MB. Škoda 440 и пришедшая ей на смену Škoda Felicia стали одними из самых красивых и крупносерийных кабриолетов в социалистическом блоке (выпущено почти 16 тысяч экземпляров обеих моделей).
Однако, с появлением на Западе в 1960-е годы новых технологий автопромышленность страны стала постепенно отставать от мировых тенденций. Тем не менее, продукция Škoda активно экспортировалась, и не только в Европу, но и далеко за её пределы. Более того, в некоторых капиталистических странах осуществлялась сборка нескольких разных моделей марки, например в Новой Зеландии. И даже осуществлялось производство машин внедорожного типа с широким использованием узлов и агрегатов от моделей Škoda, например, Trekka в Новой Зеландии и Skopak в Пакистане. Также завод  имел хорошие позиции на рынках ряда восточноевропейских стран. В 1987 году с выпуском новой и достаточно современной модели — Favorit, компания предприняла относительно успешную попытку выйти на более высокий уровень продаж. Но разработка «Фаворита» потребовала больших капитальных вложений, плюс изменения в результате политических перемен 1989 года привели к тому, что экономическая обстановка на предприятии сложилась крайне сложная, вследствие всех этих процессов произошли и перестановки в высшем руководстве завода. Государство стало искать для Škoda сильного зарубежного партнёра с целью получения инвестиций и технологической поддержки.

### Вхождение в концерн Volkswagen

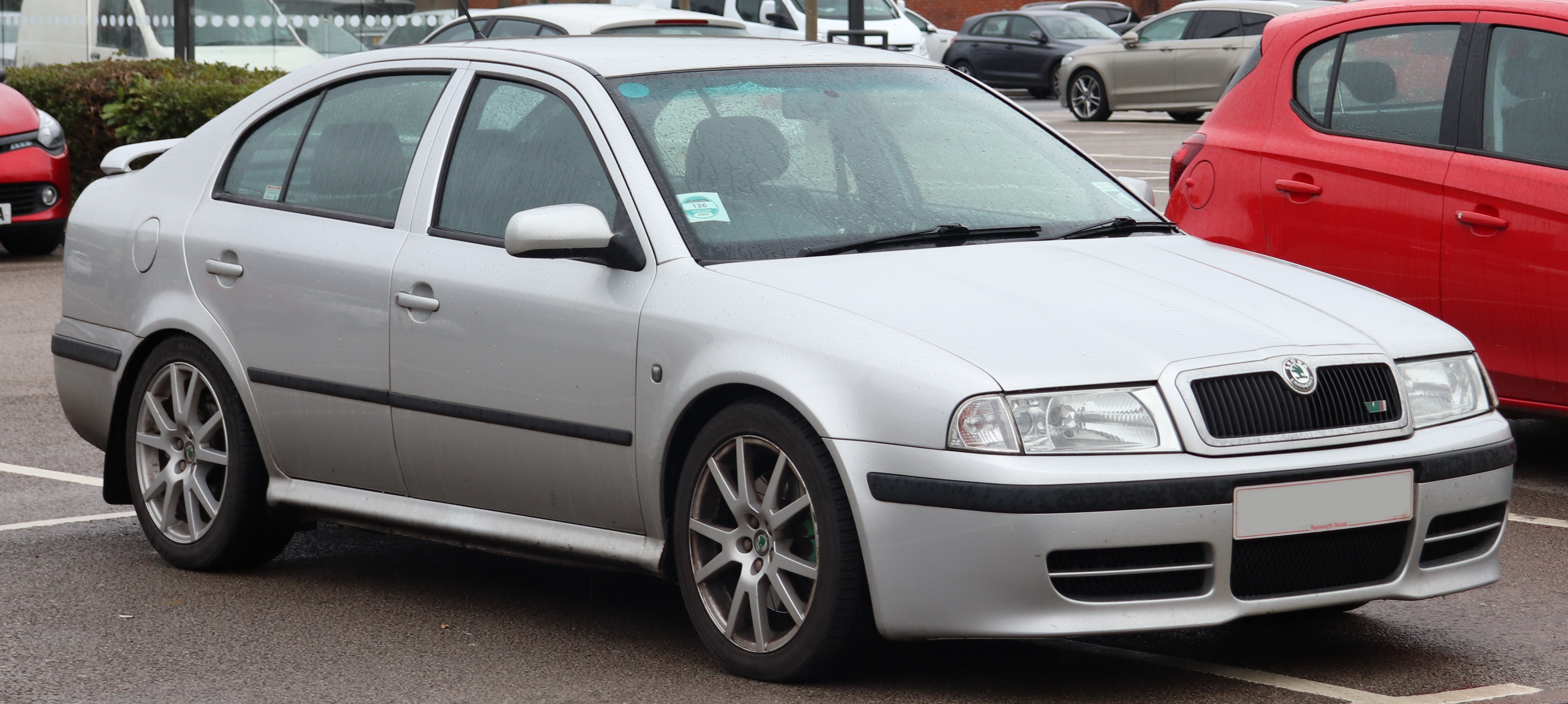
Škoda Octavia I, первая Škoda на платформе Volkswagen Group

В декабре 1990 года правительство выбрало в качестве партнёра немецкий концерн Volkswagen, высказавший намерения сохранить производственные мощности в Млада-Болеславе и воспользоваться компетенцией чешских автостроителей. 16 апреля 1991 года был подписан договор о продаже доли в 31 % в собственности Škoda a.a.s. компании Volkswagen AG за 620 млн немецких марок. Таким образом Škoda присоединилась в качестве четвёртого бренда к концерну, уже объединявшему марки Volkswagen, Audi и SEAT. В декабре 1995 года Volkswagen Group нарастил свою долю до 70 %, заплатив 1,4 млрд марок. В январе 1998 года компания изменила название на Škoda Auto a.s. Окончательный контроль Volkswagen получил в мае 2000 года, когда за 12,3 млрд чешских крон была выкуплена доля в оставшиеся 30 %.

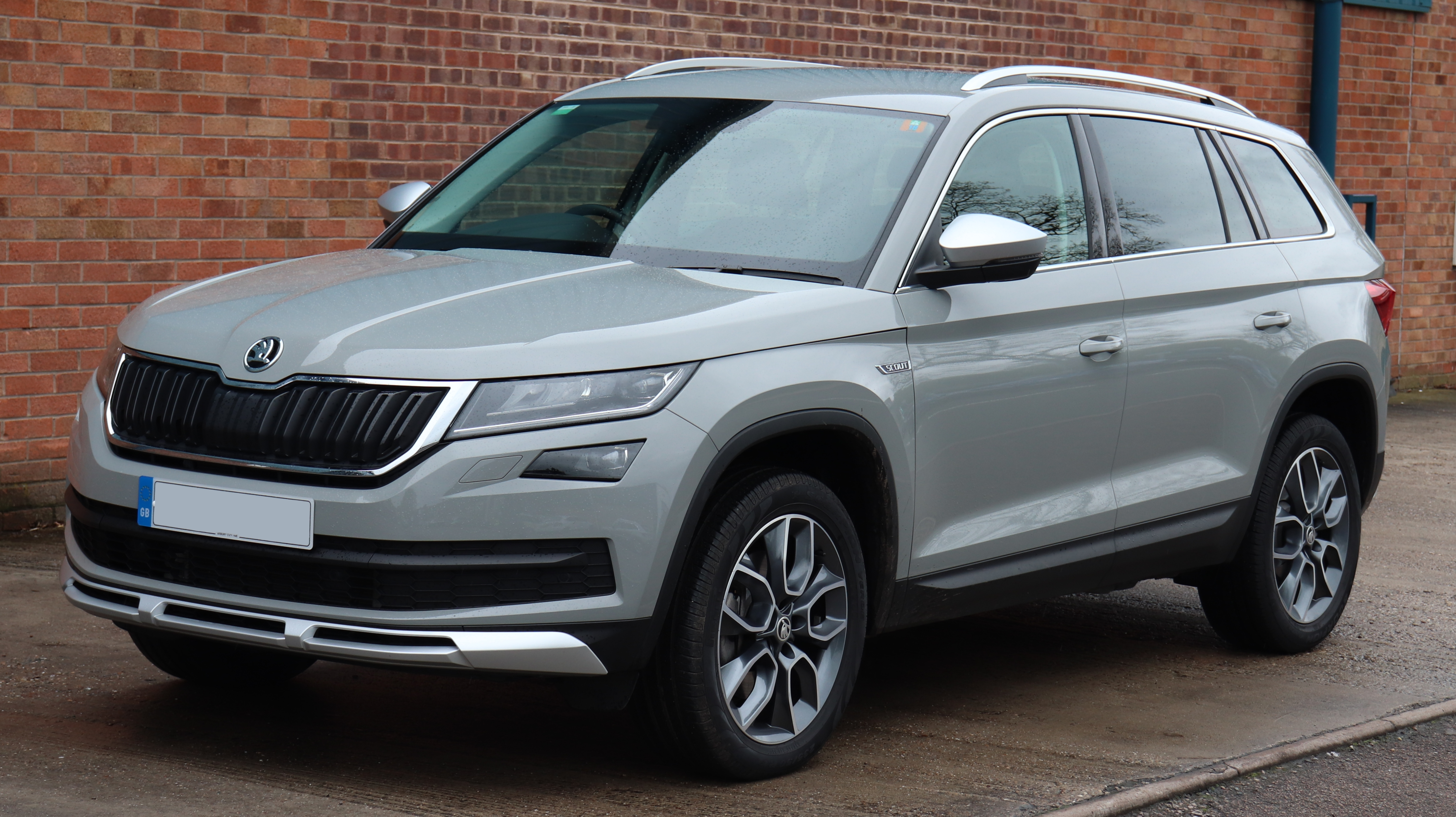
В наши дни значительную долю в продажах Škoda составляют кроссоверы, на фото Škoda Kodiaq

В самом начале 1990-х возникали существенные проблемы с продажей автомобилей на внутреннем рынке. Это было вызвано частным импортом автомобилей из Западной Европы в Чехословакию. Сотни подержанных автомобилей импортировались ежедневно без какого-либо таможенного или технического осмотра, часто в плохом техническом состоянии, благодаря чему они были значительно дешевле, чем новые машины. В 1991 году из 170 тысяч автомобилей Škoda только 27 тысяч проданы в Чехословакии. В то же время такое соотношение наглядно показывает, что модели компании имели хороший спрос за пределами страны.
Обещанные инвестиции от концерна Volkswagen начались с сентября 1993 года, по состоянию на 31 декабря 1995 года они составили 1,4 млрд немецких марок и продолжились в дальнейшем. С тех пор продажи Škoda устойчиво растут, даже при растущих ценах на продукцию. В июне 1994 года Škoda выпустила миллионный Favorit, а в августе 1994 года заменила его на модель Felicia, глубоко модернизированную версию «Фаворита». В работах по улучшению приняли участие немецкие инженеры, активно применялись узлы и агрегаты Volkswagen Group. Немецкое руководство начало вести активную деятельность по повышению эффективности производства. В 1995 году удалось продать более 200 тысяч автомобилей, из которых 2/3 пошли на экспорт, кризис начала 1990-х годов постепенно оказался преодолен. Компания даже стала позволять себе рыночные эксперименты, такие как вывод на рынок пляжного пикапа Felicia Fun (1997—2001) с широкой защитной дугой над кузовом, яркой жёлтой окраской нескольких оттенков.
14 февраля 1995 года были заложены новые сборочные цеха в Млада-Болеславе, в 1996 году там началась производство полностью новой Octavia, первой моделью на платформе Volkswagen Group. Далее последовали компактные Fabia и Rapid, среднеразмерный Superb, небольшой кроссовер Yeti и последующие модели. Реорганизация деятельности быстро дала свои положительные плоды, продажи автомобилей Škoda на рынках по всему миру выросли многократно. В 2014 году ежегодные продажи Škoda впервые превысили миллион — 1 037 200 автомобилей, и достигли рекордных показателей по итогам 2018 года — 1 253 700 автомобилей. Восприятие Škoda в мире полностью изменилось со времени поглощения «Фольксвагеном», в сравнении с репутацией регионального производителя непритязательных автомобилей социалистического периода.

### Современная деятельность

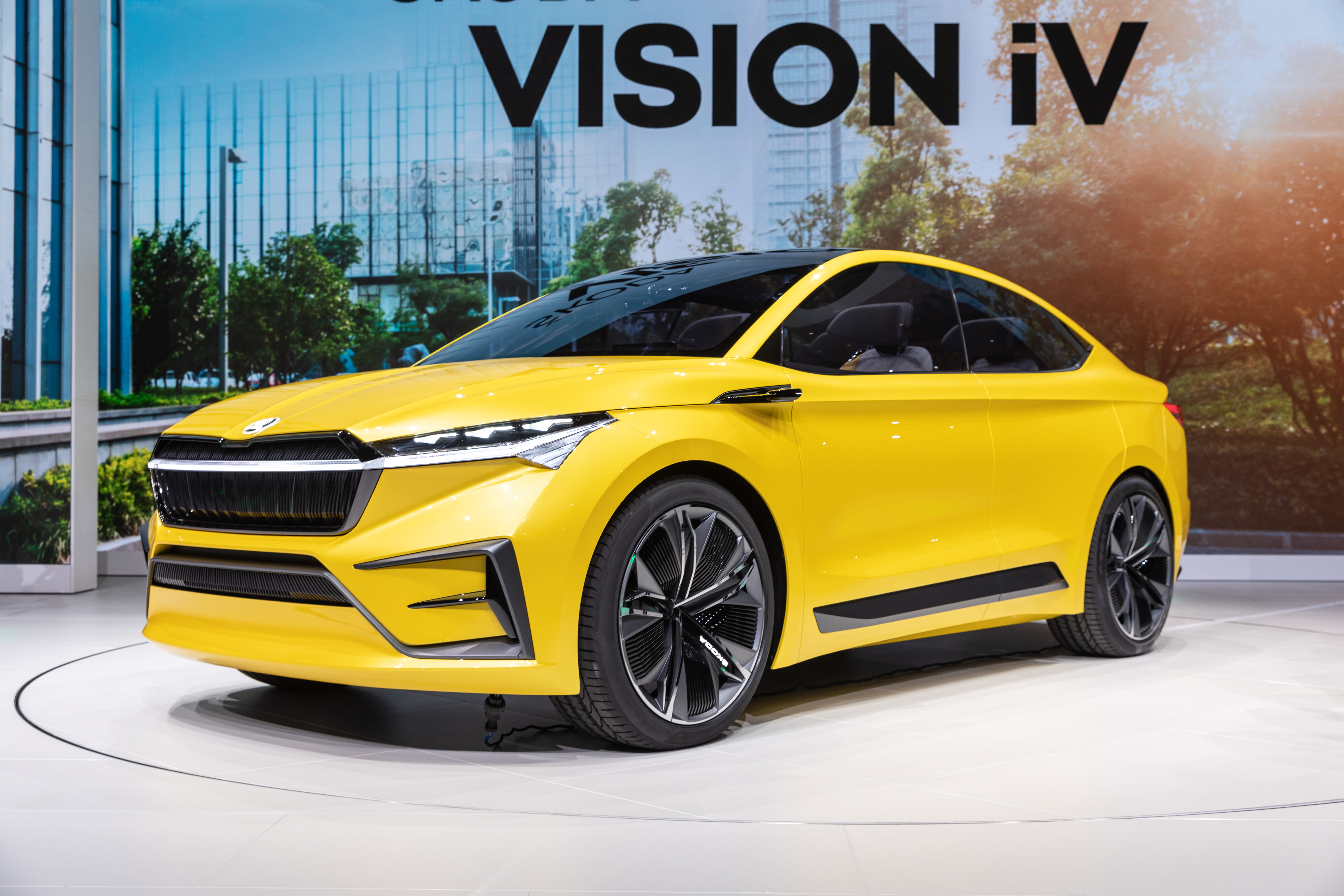
Прототип электрокроссовера Škoda Vision iV, запланированного к выпуску в 2020 году

В настоящее время помимо главного завода в Млада-Болеславе, производство осуществляется на предприятии компании в городе Квасины. Также есть сборочные заводы, не принадлежащие Škoda (или принадлежащие ей частично, см. таблицу ниже), где выпускают легковые автомобили бренда, в Германии, Боснии, Словакии, России, Украине, Казахстане, Китае, Индии, Алжире. В городе Млада-Болеслав при заводе созданы Университет Шкода Авто и техническое училище, которые обеспечивают компанию высококвалифицированными кадрами технического и экономического профилей. Численность персонала Škoda Auto — более 33,6 тысячи человек. Коммерческие машины всех типов (грузовики, автобусы, фургоны) на заводах Škoda Auto больше не производятся.
В конце 2016 года компания представила свой первый большой кроссовер Kodiaq. Во второй половине 2017 года начались продажи нового компактного кроссовера Karoq, в декабре 2018-го был представлен компактный семейный автомобиль Scala, а в феврале 2019 года — новый субкомпактный кроссовер Kamiq.
В 2017 году председатель совета директоров Škoda Auto Бернхард Майер заявил, что в рамках корпоративной «Стратегии 2025» компания нацелена на запуск в производство к 2022 году 30 новых моделей, включая до 10 моделей электромобилей и гибридных автомобилей. На разработку и развитие электромобилей, плагин-гибридов и сервисов, обеспечивающих мобильность (каршеринг и др.), планируется вложить около двух миллиардов евро. В 2017 году на Шанхайском автосалоне компания продемонстрировала свое видение полностью электрического купеобразного SUV с названием Vision E, на платформе Volkswagen Group MEB. В мае 2019-го в Братиславе представили первый серийный электромобиль чешской марки — компактный Škoda Citigo-e iV, который планируется выпускать в столице Словакии. Одновременно произошла премьера первого серийного подключаемого гибрида на основе Superb, способного преодолевать только на электрической тяге около 55 км. В названии этих и всех последующих электромобилей и гибридов чешского бренда планируется использовать приставку iV. Также Škoda Auto начала в 2019 году производить тяговые аккумуляторные батареи для электромобилей концерна Volkswagen на предприятии в Млада-Болеславе. Начальные объёмы производства составят 150 тысяч единиц в год с дальнейшим увеличением.

## В России и СССР

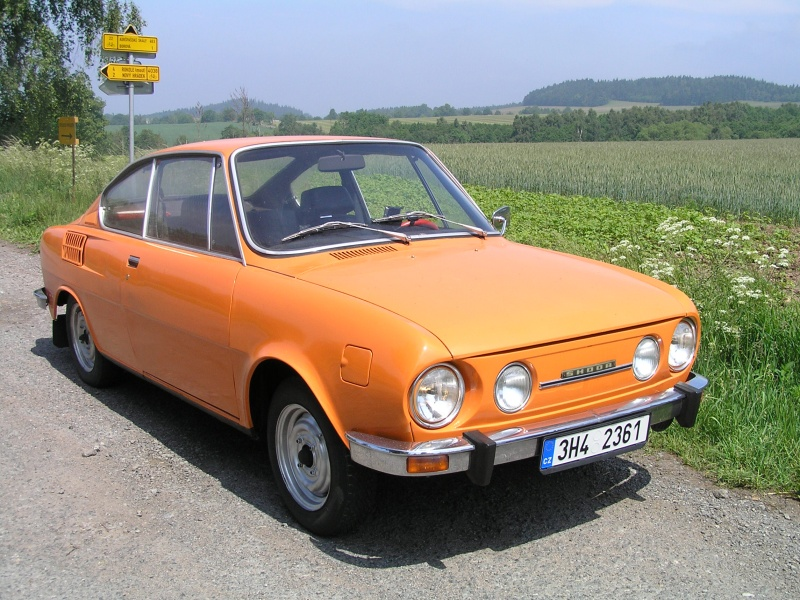
Škoda 110 R — первое спорт-купе, оказавшееся на длительном тест-драйве издательства За рулём

Российский рынок до начала Первой мировой войны был одним из ключевых для компании Laurin & Klement, предшественника Škoda. На Российскую империю приходилось до трети экспорта, а в целом ряде городов модели L&K входили в число лидеров по количеству представленных машин. При этом Voiturette Type A являлась одной из самых доступных на рынке, в то же время в гамме присутствовали и дорогие модели, благодаря которым их владельцами становились представители дворянского сословия. Известен случай, когда машиной Laurin & Klement пользовался Николай II во время посещения заповедника Аскания-Нова в 1914 году. С началом Первой Мировой войны компания прекратила свою деятельность в стране, поскольку Чехия входила в состав Австро-Венгрии, противника России по военным действиям.
В советский период поставки машин марок Laurin & Klement, а затем Škoda, по большей части носили единичный характер, в свободную продажу они не поступали. Единственное исключение на этом фоне — в 1950-х годах СССР закупил многотысячную партию (поставки составляли до 3000 в год) фургонов и санитарных машин чешской марки, в связи с нехваткой подобной техники советского производства. Škoda 110 R с кузовом купе стала первой иностранной машиной спортивного типа, которая прошла тест-драйв в главном автомобильном издании Советского Союза — журнале «За рулём», тест проходил в 1971-1972 годах. А первой моделью Škoda, получившей популярность на рынке Российской Федерации, когда чешские машины стали поступать в свободную продажу, стала Felicia во второй половине 1990-х, для многих покупателей она оказалась первой новой «иномаркой».

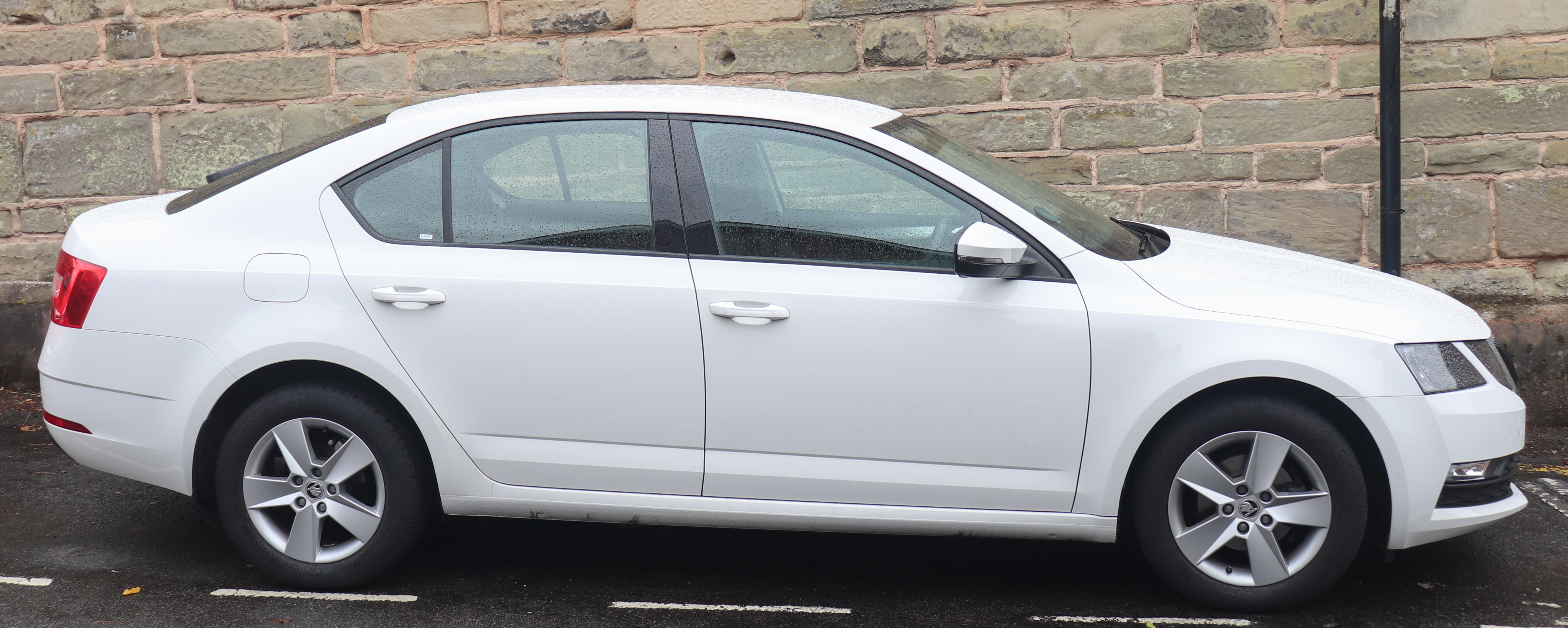
Škoda Octavia российской сборки поставляется в том числе на рынки европейских стран

Со временем автомобили чешской марки прочно вошли в число самых популярных на рынке, и было принято решение о начале их сборки на территории России. 28 октября 2006 года состоялась закладка первого камня в строительство завода Volkswagen Group в технопарке «Грабцево» (город Калуга). 28 ноября 2007 года состоялось открытие этого завода и запуск крупноузлового производства моделей Octavia второго поколения и Octavia Tour. Через два года, 20 октября 2009 года стартовало производство полного цикла рестайлинговой Octavia, включающее сварку и окраску кузовов. В апреле 2010 года на конвейер встала Fabia. А в феврале 2014 года калужский завод освоил производство полного цикла модели Rapid. 6 декабря 2012 года на заводе ГАЗ в Нижнем Новгороде состоялся запуск производства полного цикла компактного кроссовера Yeti в специально переоборудованных для этого цехах. Тем самым был дан старт проекту партнерства между Volkswagen Group и «Группой ГАЗ». 21 июня 2013 второй моделью Škoda на конвейере этого совместного предприятия стала Octavia 3-го поколения. Данная модель российской сборки поставляется в том числе на рынки европейских стран. 19 февраля 2018 года место Yeti на конвейере нижегородского СП занял более крупный кроссовер Kodiaq.
Škoda российской сборки получили высокие оценки от журналистов по итогам проведённых тест-драйвов, а в сравнительных испытаниях с прямыми конкурентами неоднократно одерживали победы. В течение нескольких лет различные модели Škoda входят в топ-25 наиболее продаваемых моделей на рынке страны, а сама марка в топ-10 среди автопроизводителей.

## Модели

### Современные модели
- Škoda Fabia IV – автомобиль малого класса (с 2021 года)
- Škoda Rapid – автомобиль малого класса (с 2012 года)
- Škoda Scala – автомобиль малого класса (с 2018 года)
- Škoda Slavia – субкомпактный автомобиль (с 2022 года)
- Škoda Octavia IV – автомобиль гольф-класса (с 2019 года)
- Škoda Superb III – автомобиль среднего класса (с 2015 года)
- Škoda Kushaq – субкомпактный кроссовер (с 2021 года)
- Škoda Kamiq – компактный кроссовер (с 2019 года)
- Škoda Karoq – компактный кроссовер (с 2017 года)
- Škoda Kodiaq – SUV (с 2016 года)
- Škoda Enyaq – электрический кроссовер (с 2020 года)

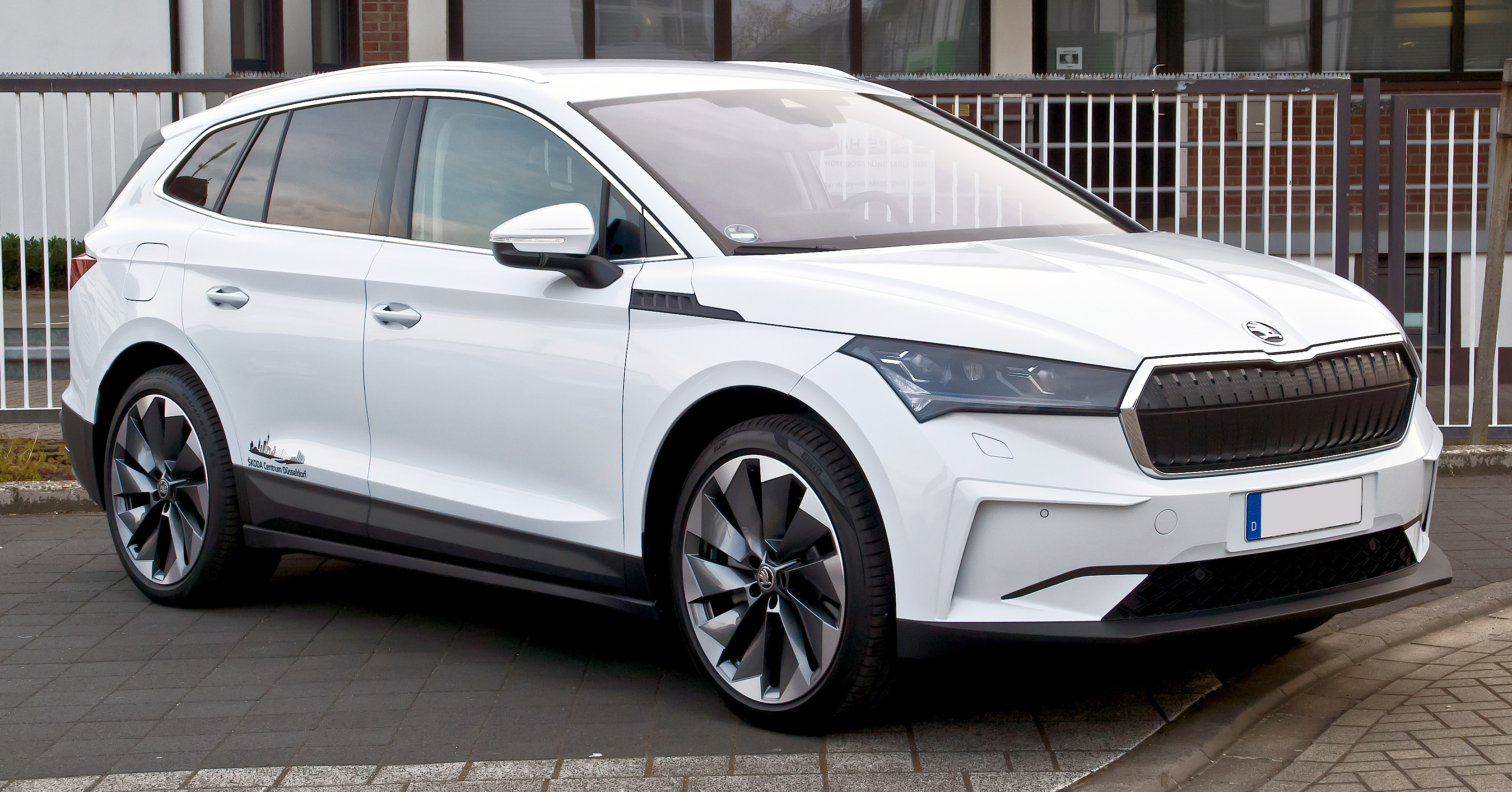
Škoda Enyaq (с 2020 года)
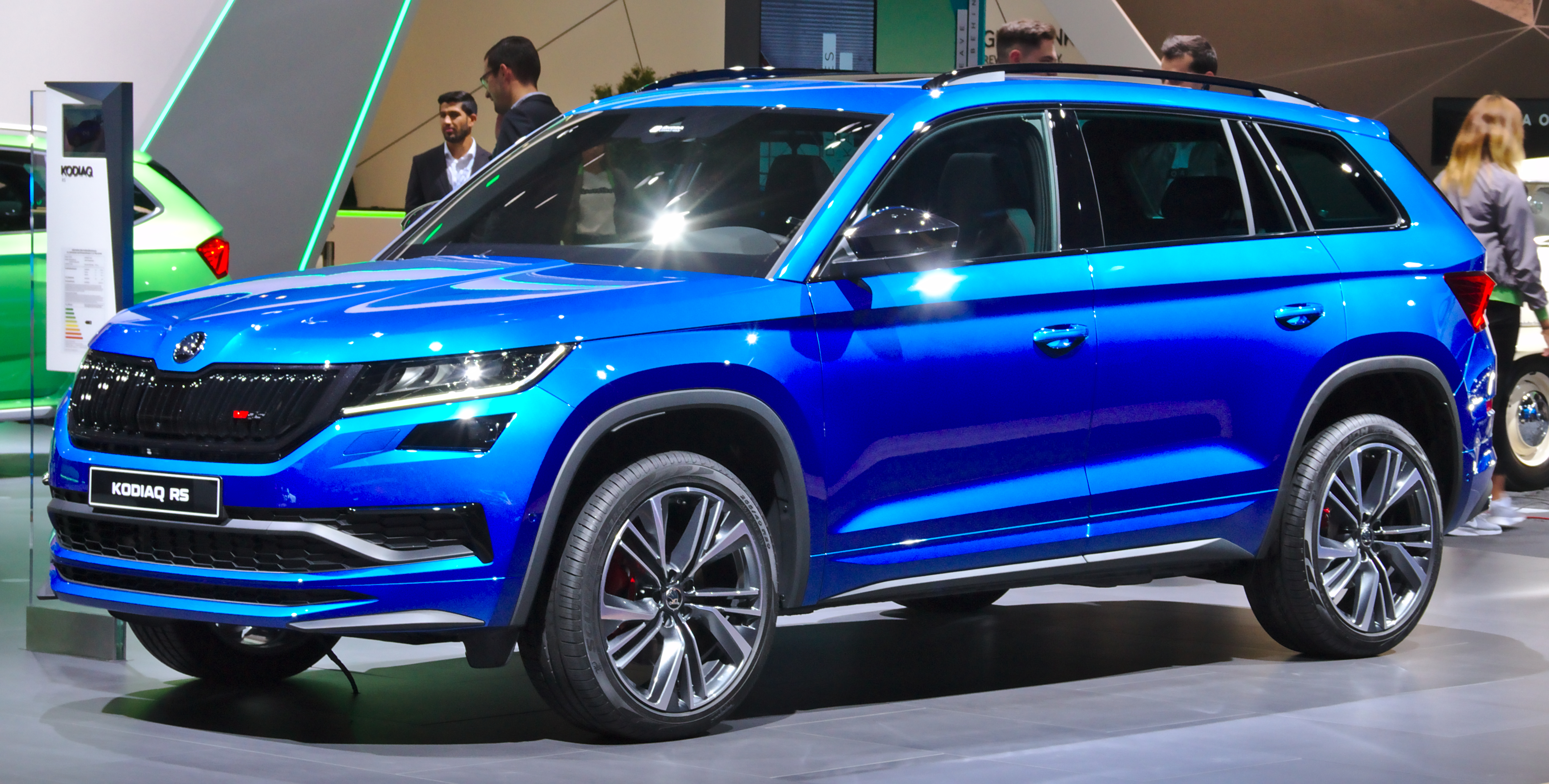
Škoda Kodiaq (с 2016 года)
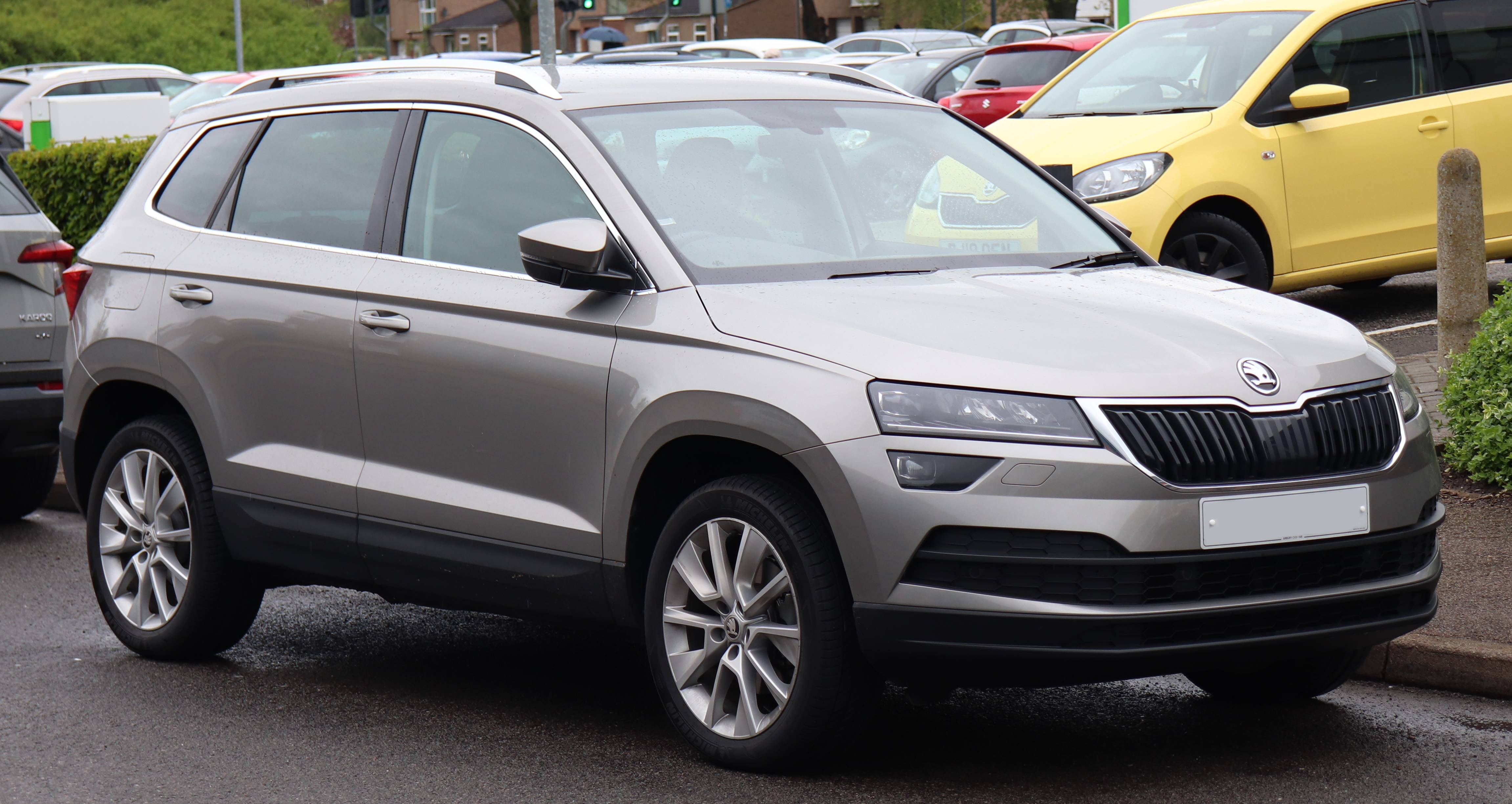
Škoda Karoq (с 2017 года)
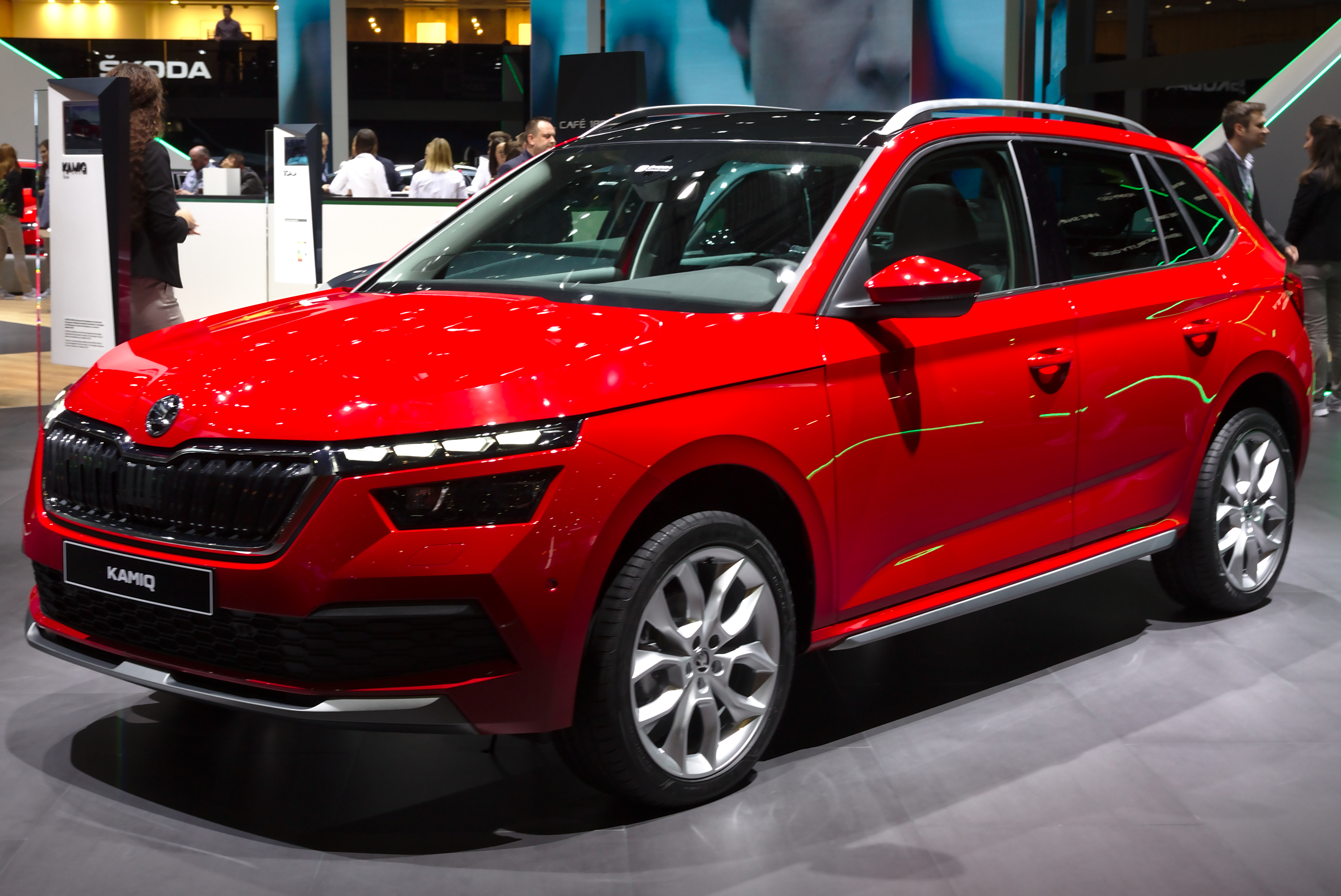
Škoda Kamiq (с 2019 года)
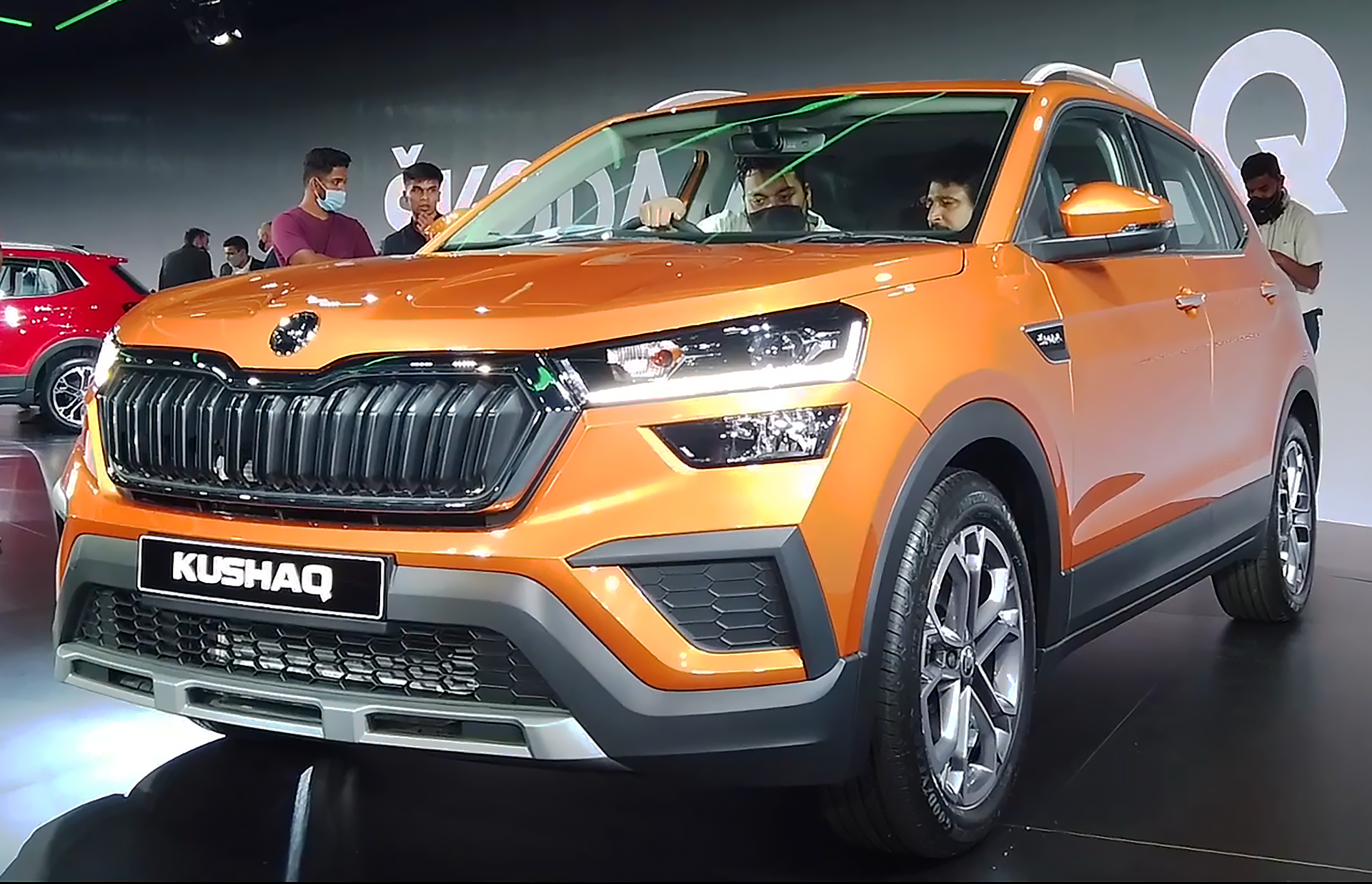
Škoda Kushaq (с 2021 года)
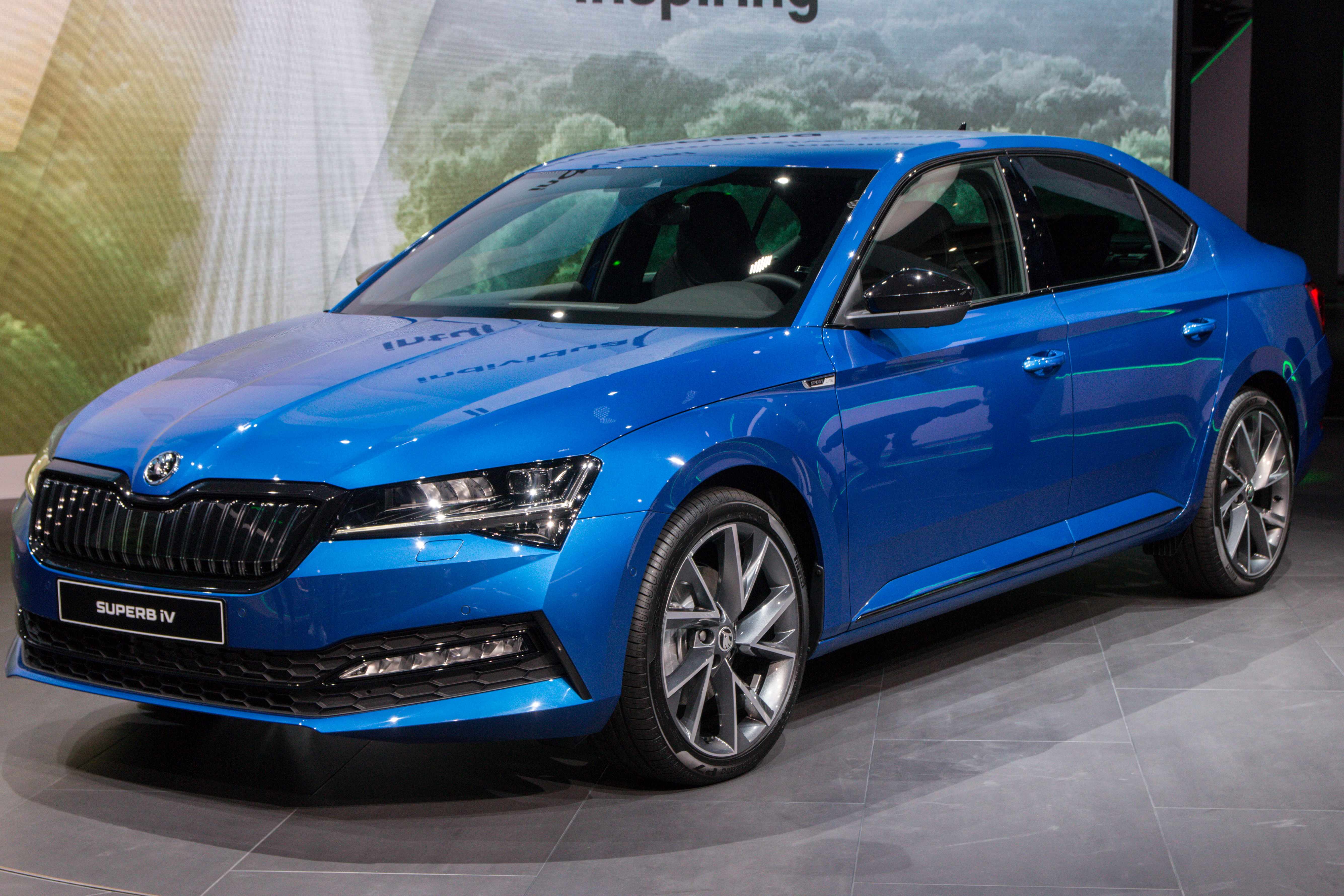
Škoda Superb III (с 2015 года)
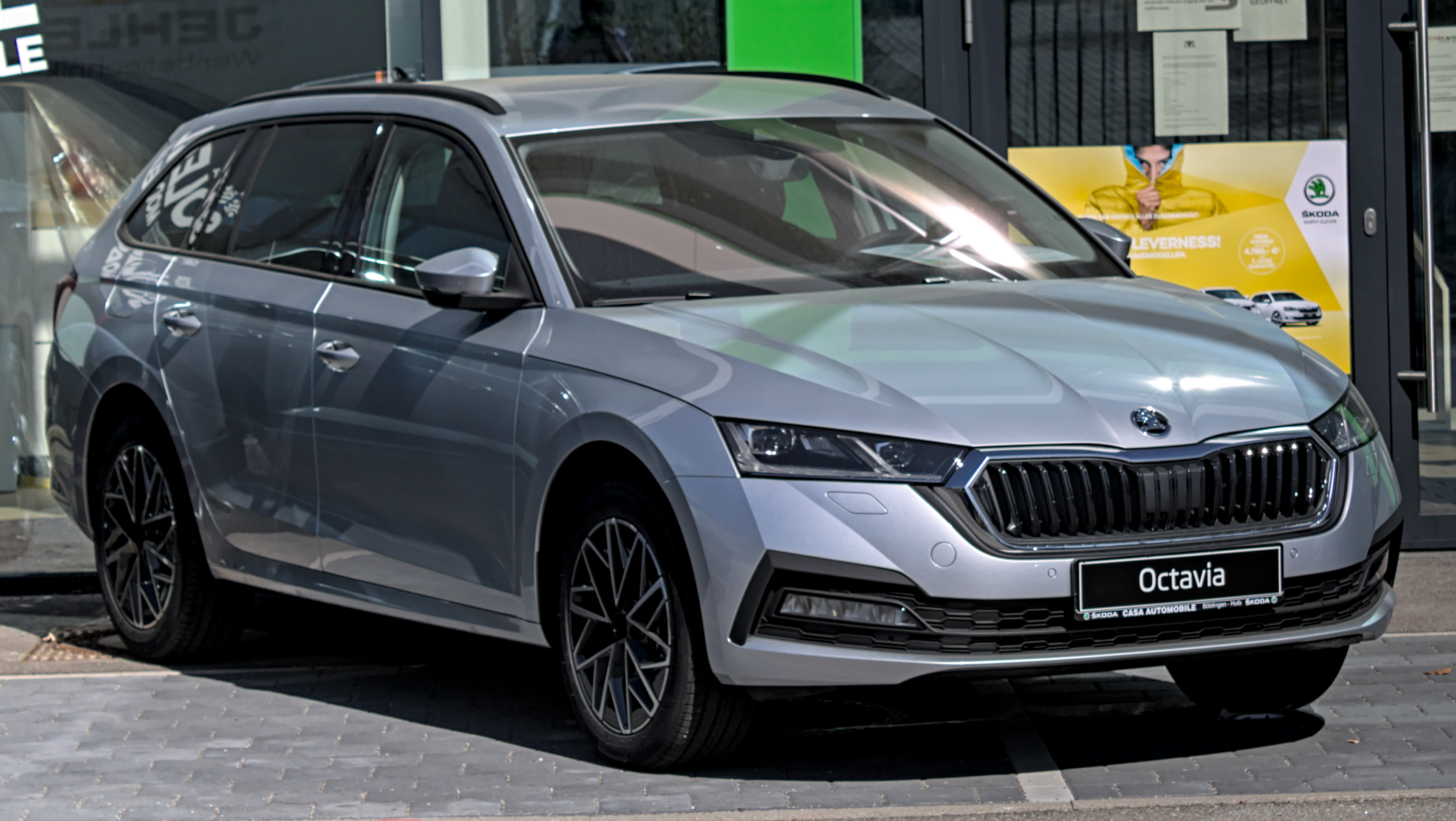
Škoda Octavia IV (с 2019 года)
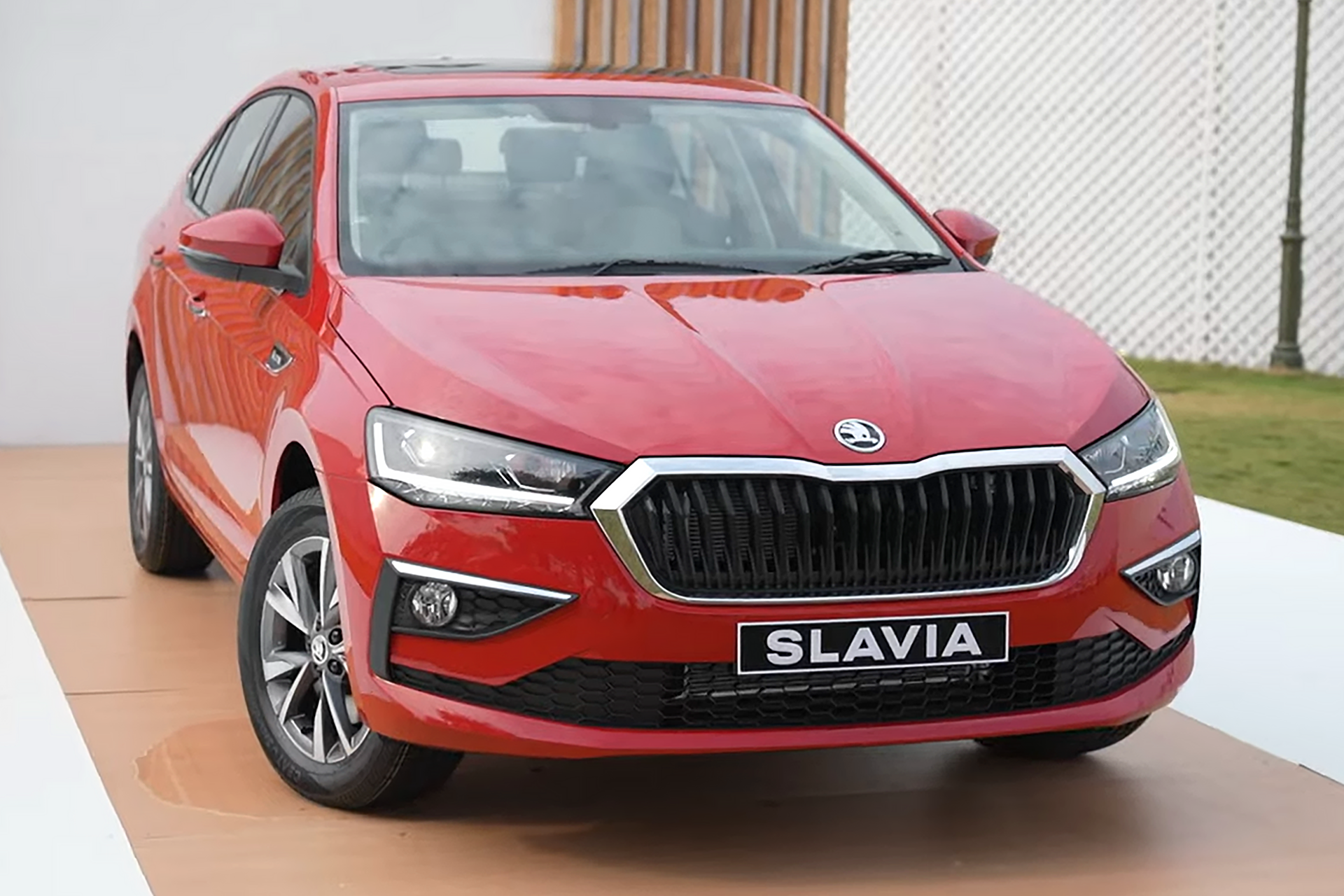
Škoda Slavia (с 2022 года)
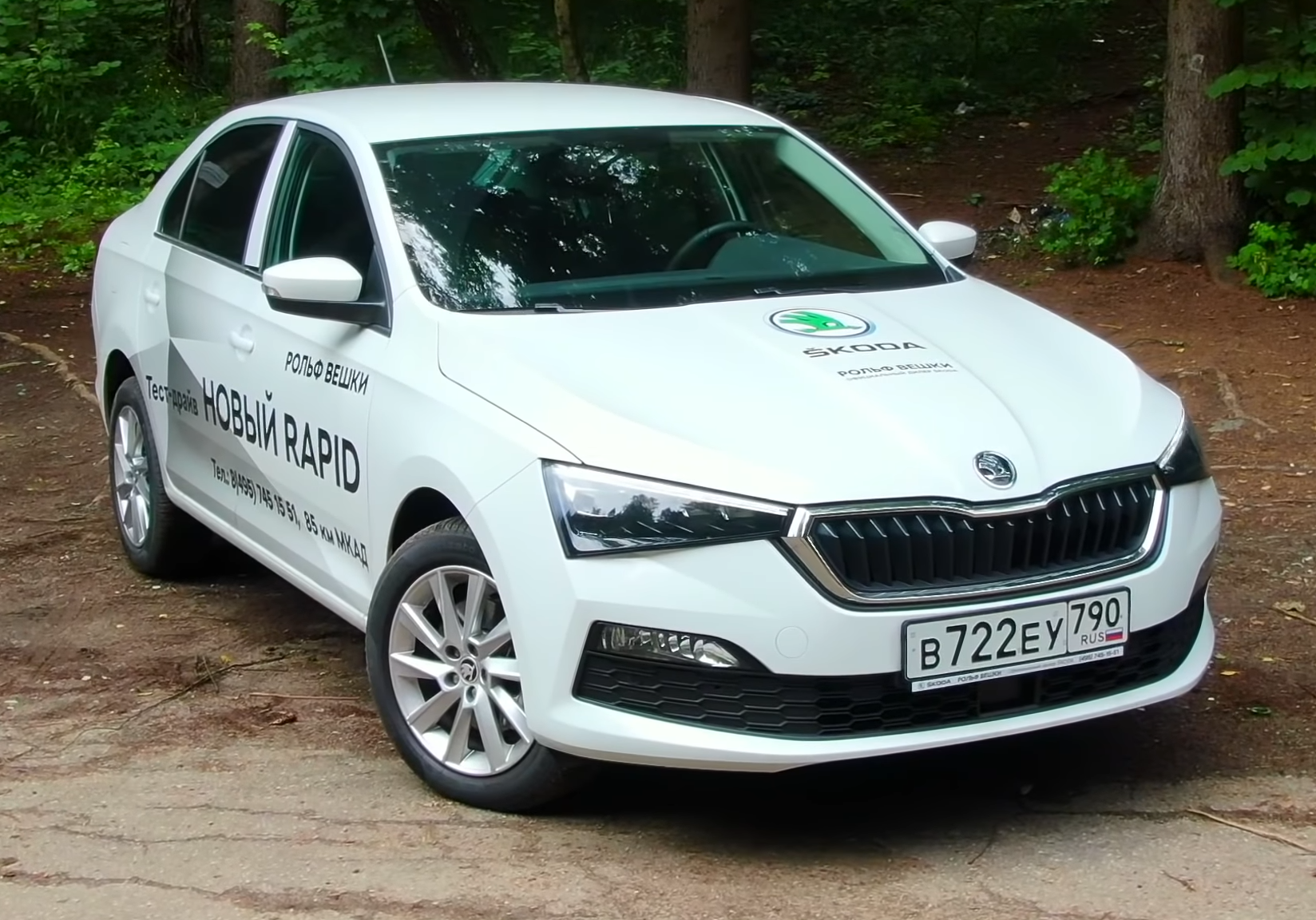
Škoda Rapid (с 2012 года)
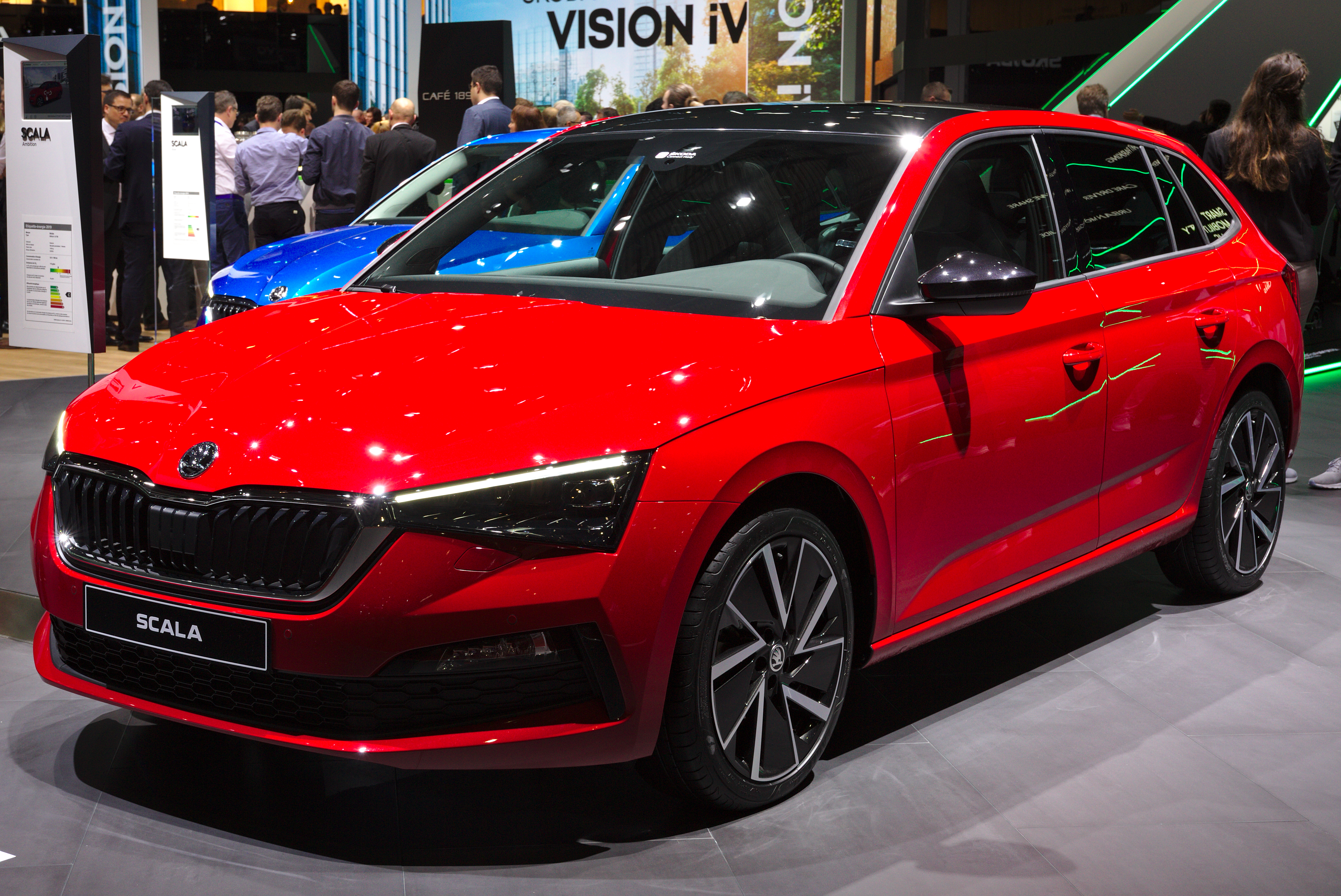
Škoda Scala (с 2018 года)
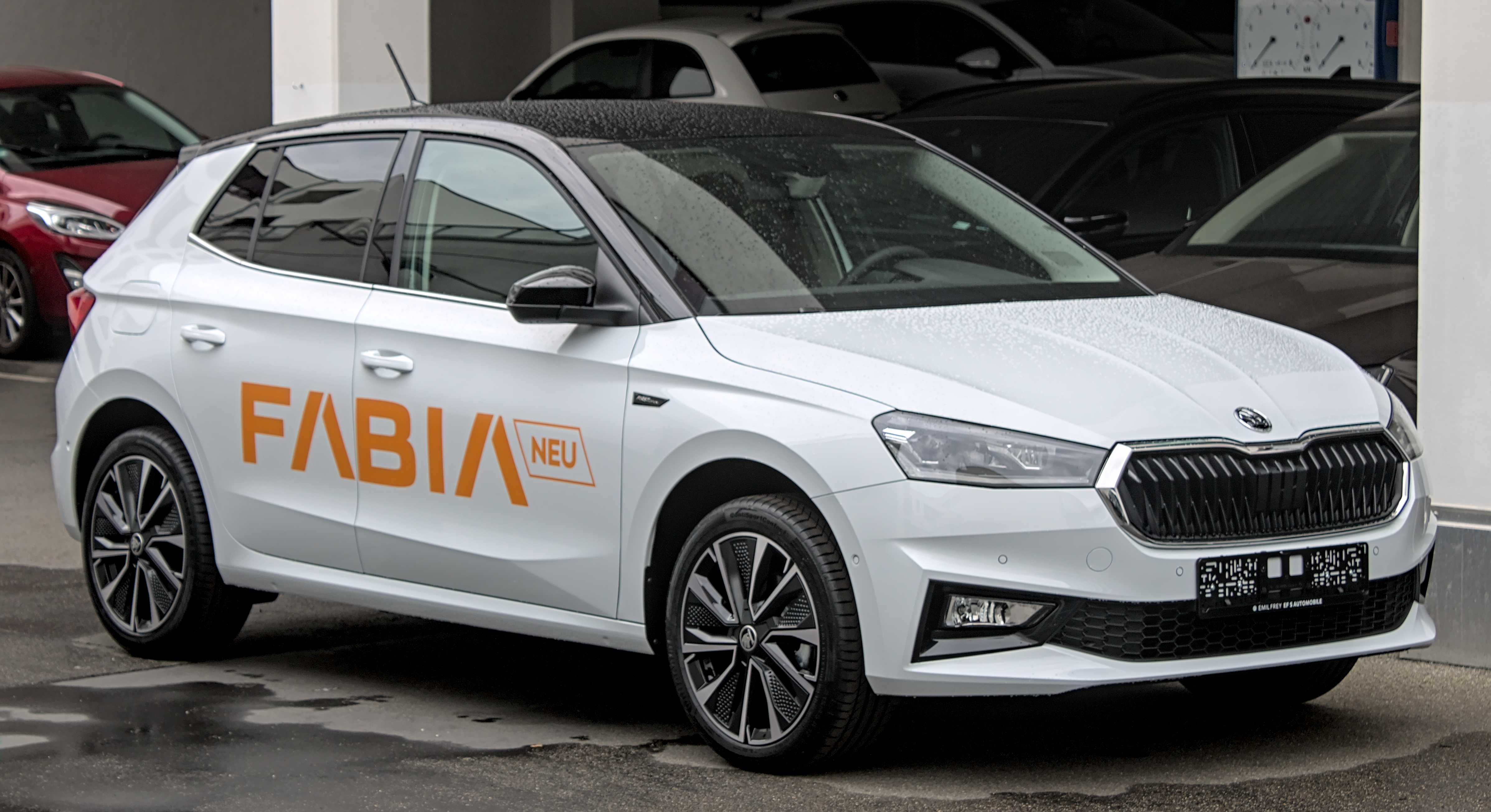
Škoda Fabia IV (с 2021 года)
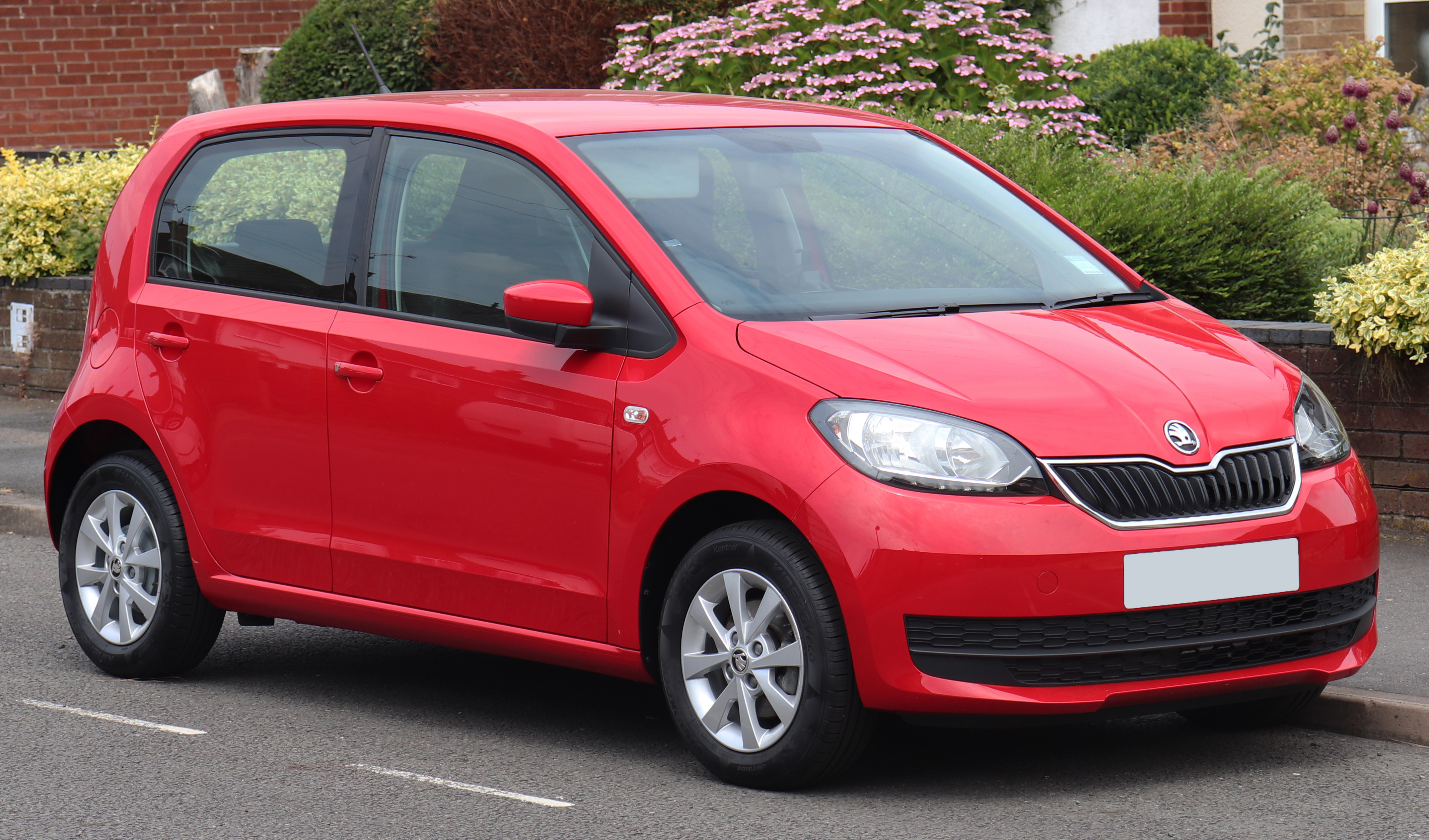
Škoda Citigo (с 2011 года)

### Концепт-кары
- Vision 7S (2022)
- Vision IN (2020)
- Vision iV (2019)
- Vision RS (2018)
- Vision X (2018)
- Vision E (2017)
- Vision C (2013)
- MissionL (2011)
- Vision D (2011)
- Fabia Super (2007)
- Joyster (2006)
- Yeti II (2006)
- Roomster (2003)
- Tudor (2002)
- Fabia Paris Edition (2002)
- Ahoj (2002)
- Felicia Golden Prague (1998)
- 783 Favorit Coupé (1987)

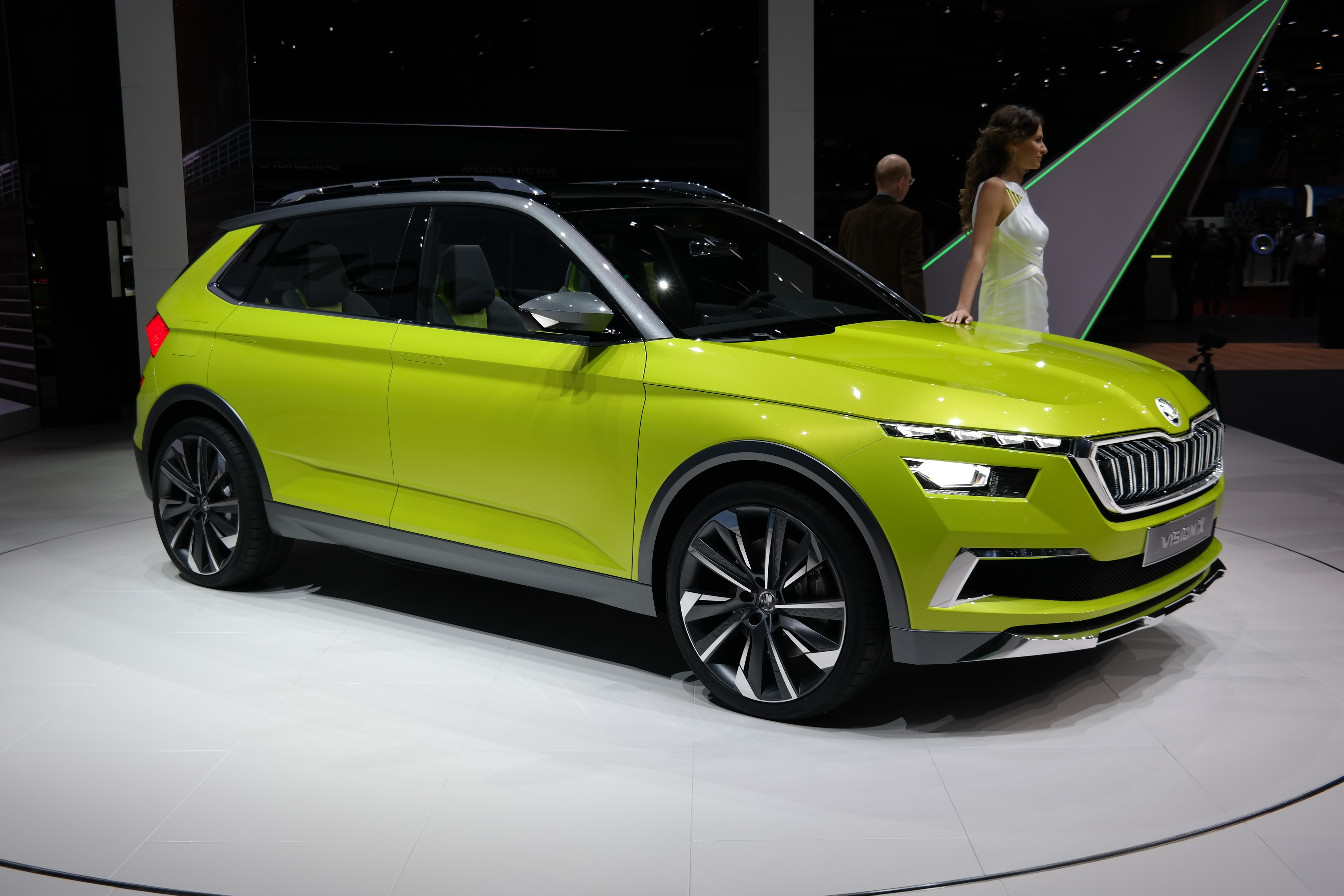
Škoda Vision X (2018)

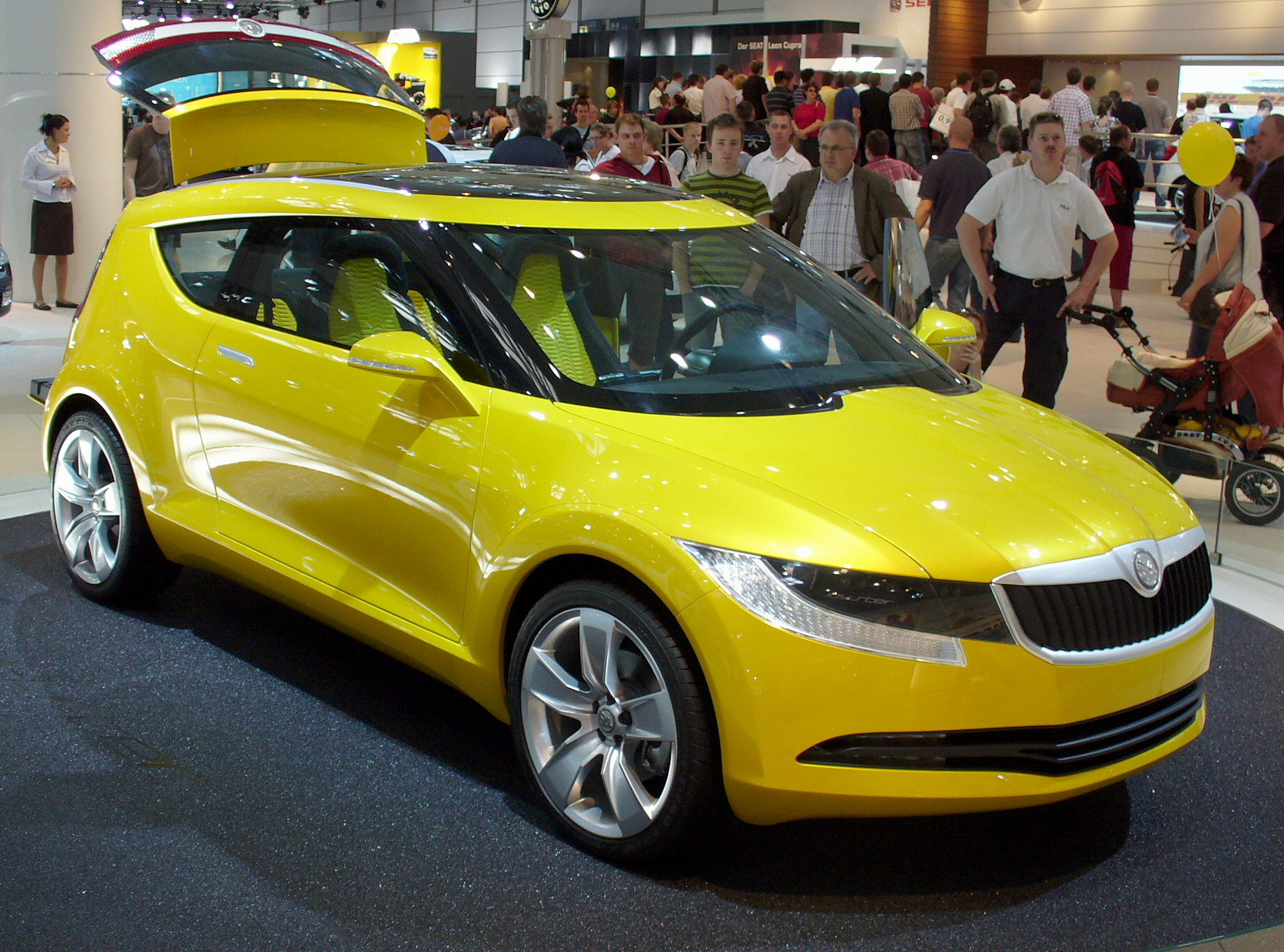
Škoda Joyster (2006)

- Škoda 110 Super Sport Ferat (1971)
- Škoda 1100 GT (1968)
- Škoda 720 (1967–1972)
- Škoda F3 (1964)
- Škoda 1100 Type 968 (1958)
- Škoda 973 Babeta (1949)

### Исторические модели

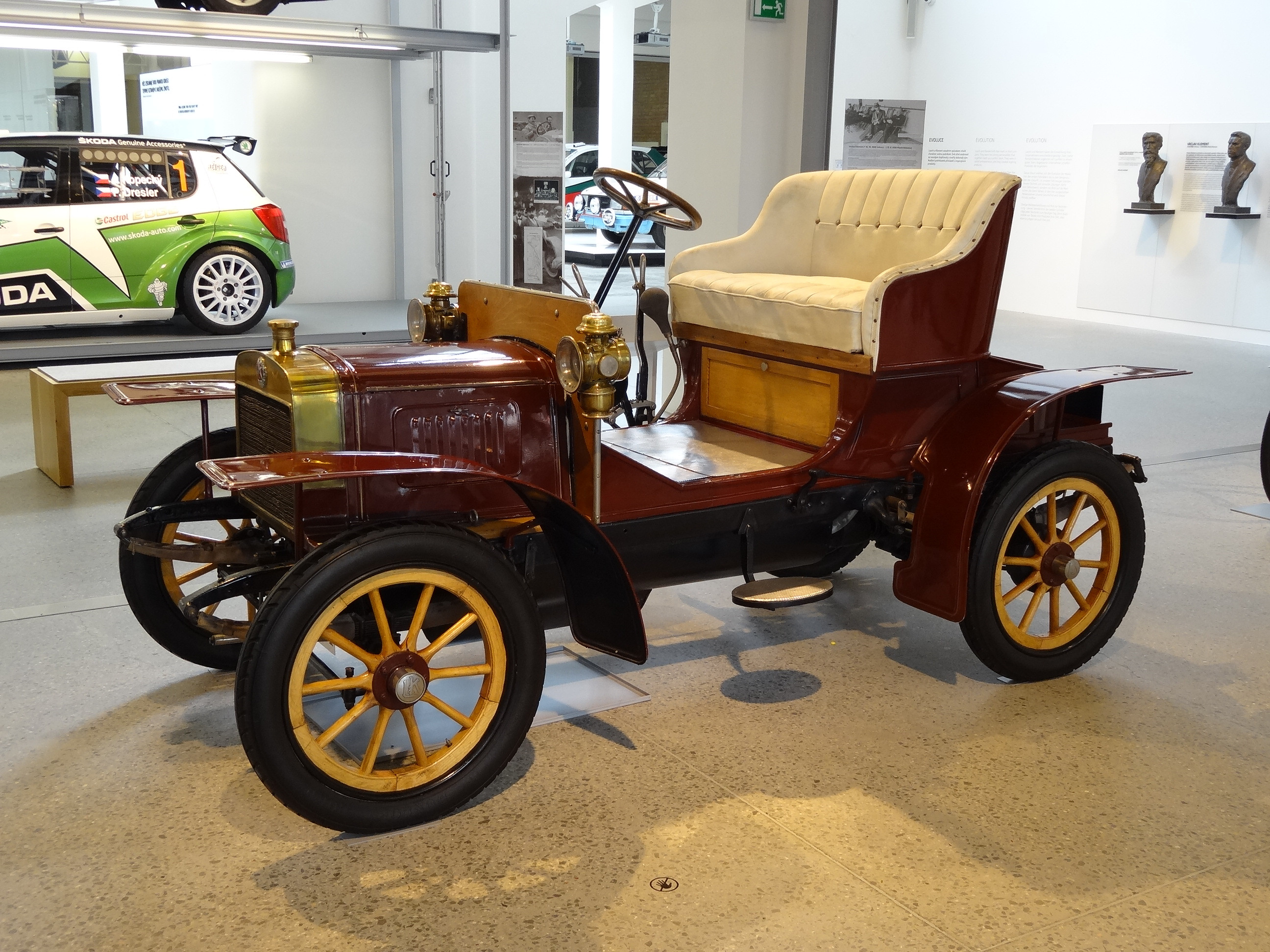
Laurin & Klement A

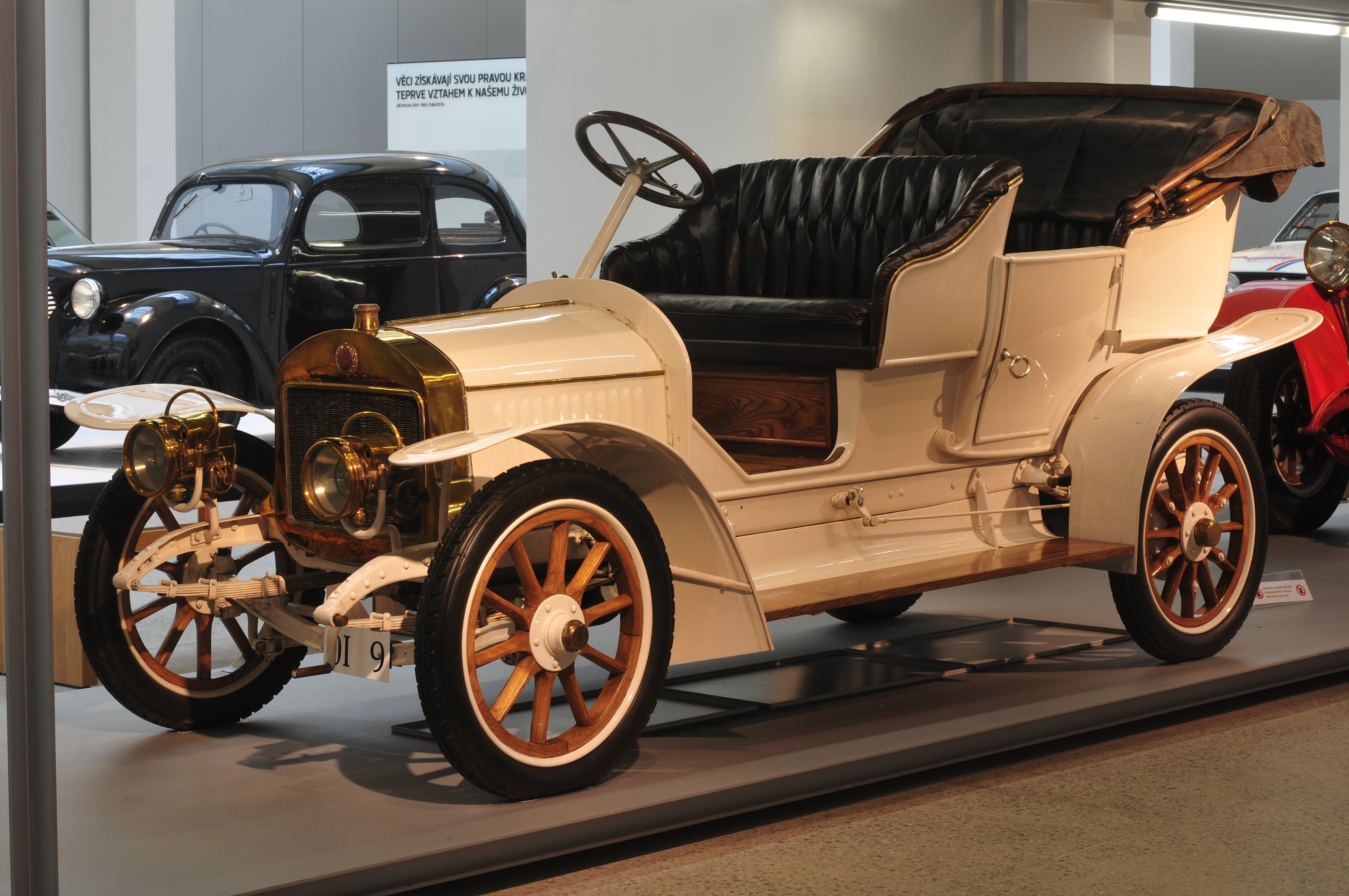
Laurin & Klement G

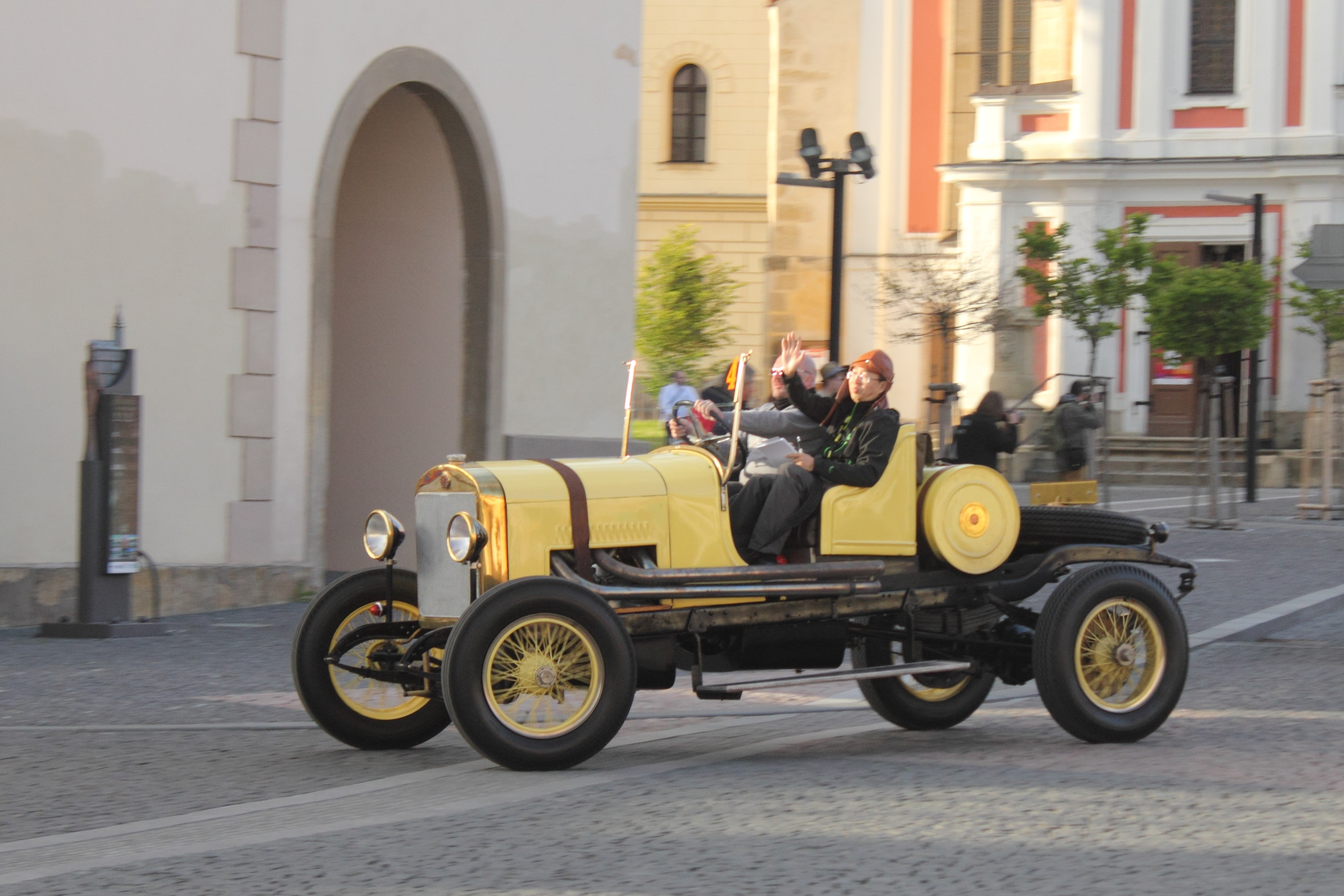
Laurin & Klement 300

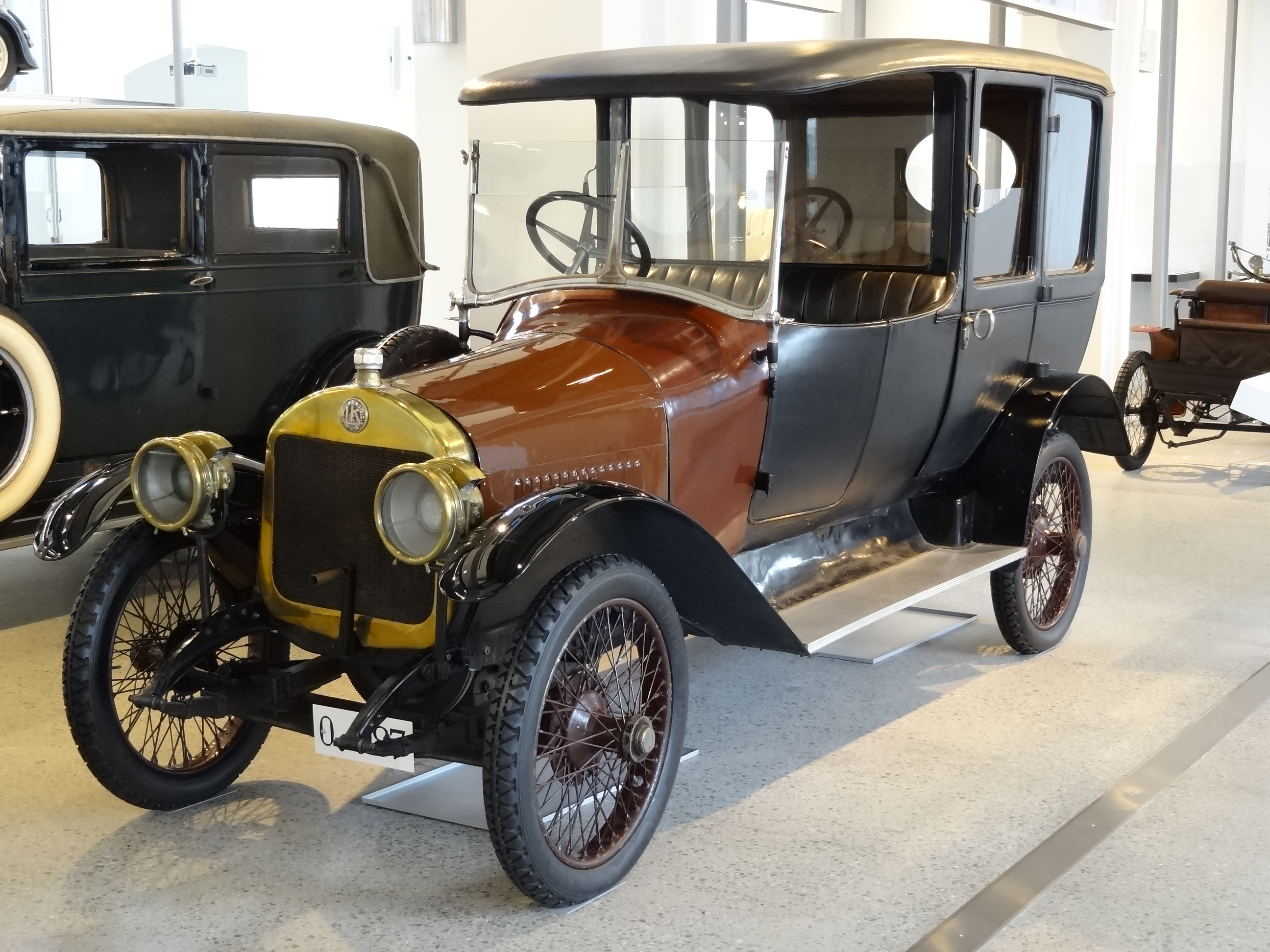
Laurin & Klement S

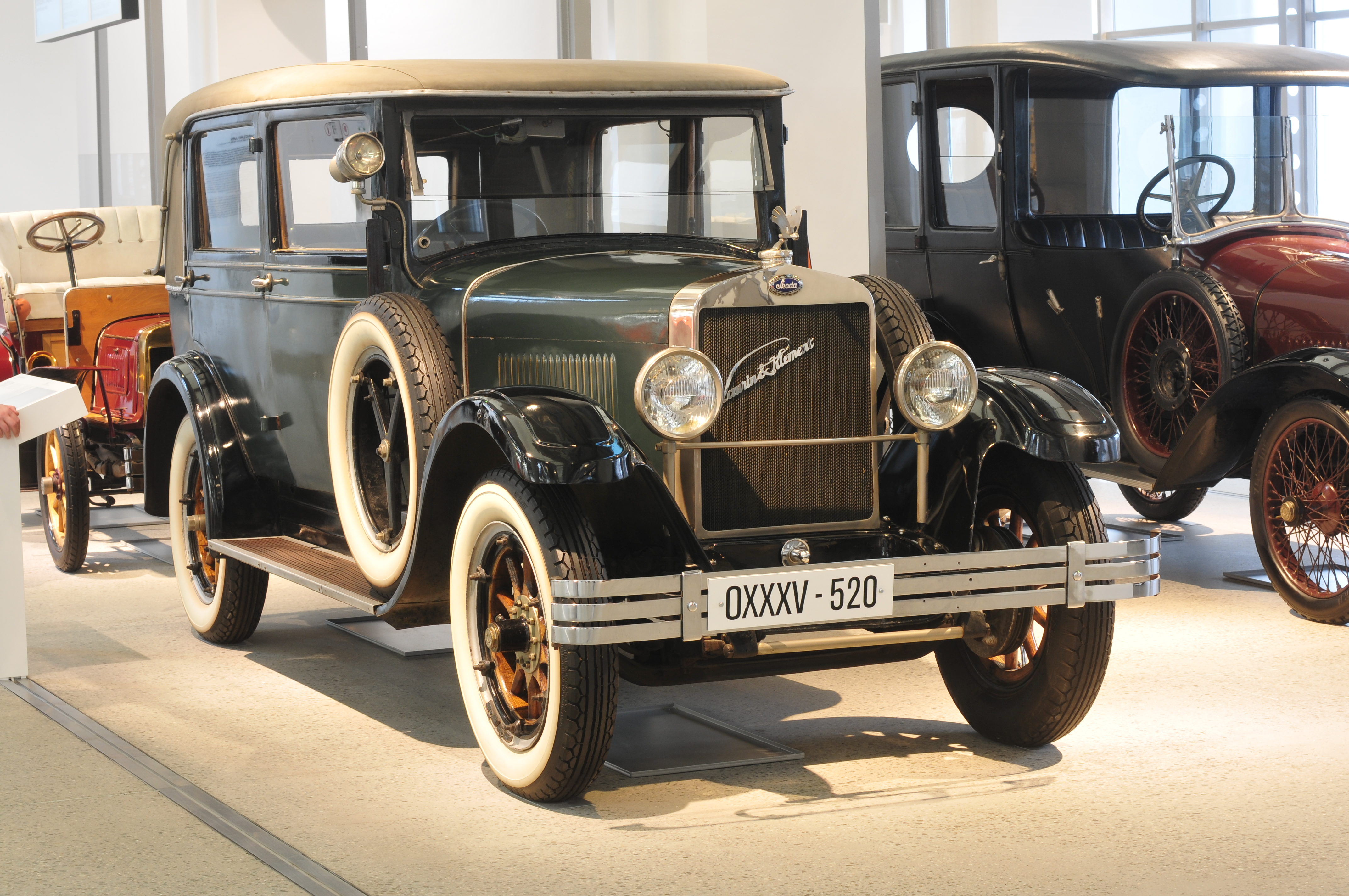
Laurin & Klement – Škoda 110 (1925)

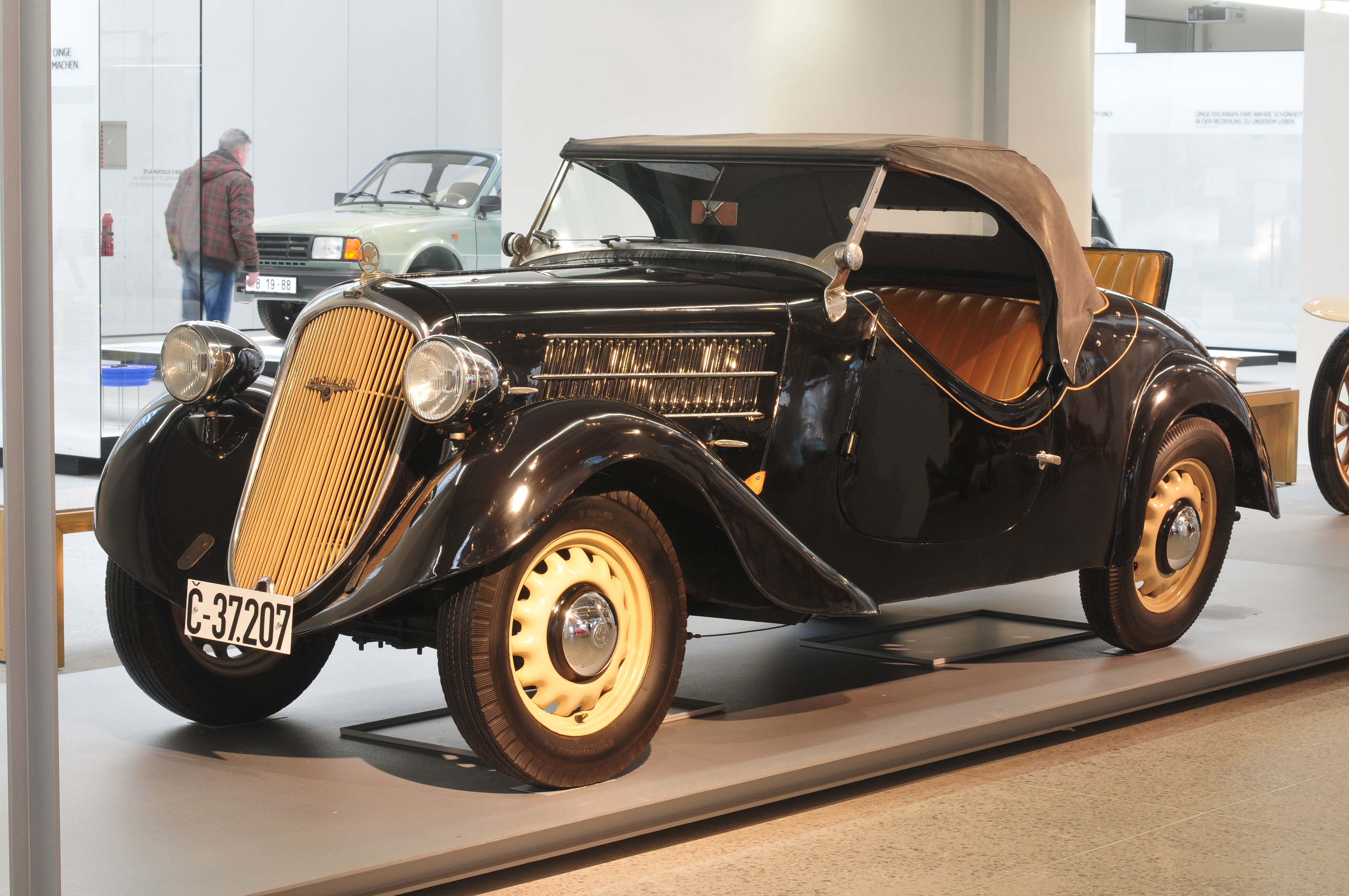
Škoda Popular (1934–44)

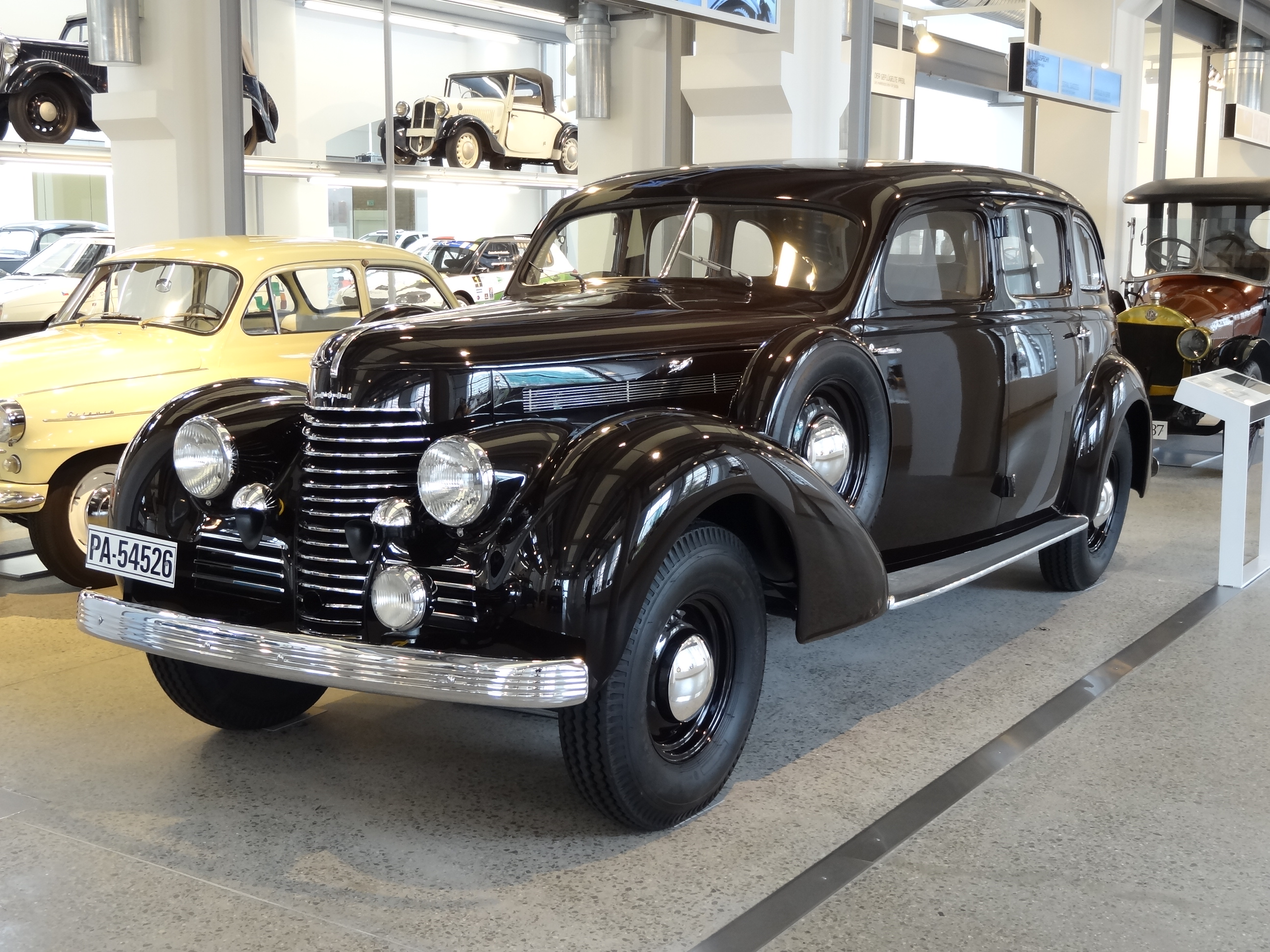
Škoda Superb (1934—1949)

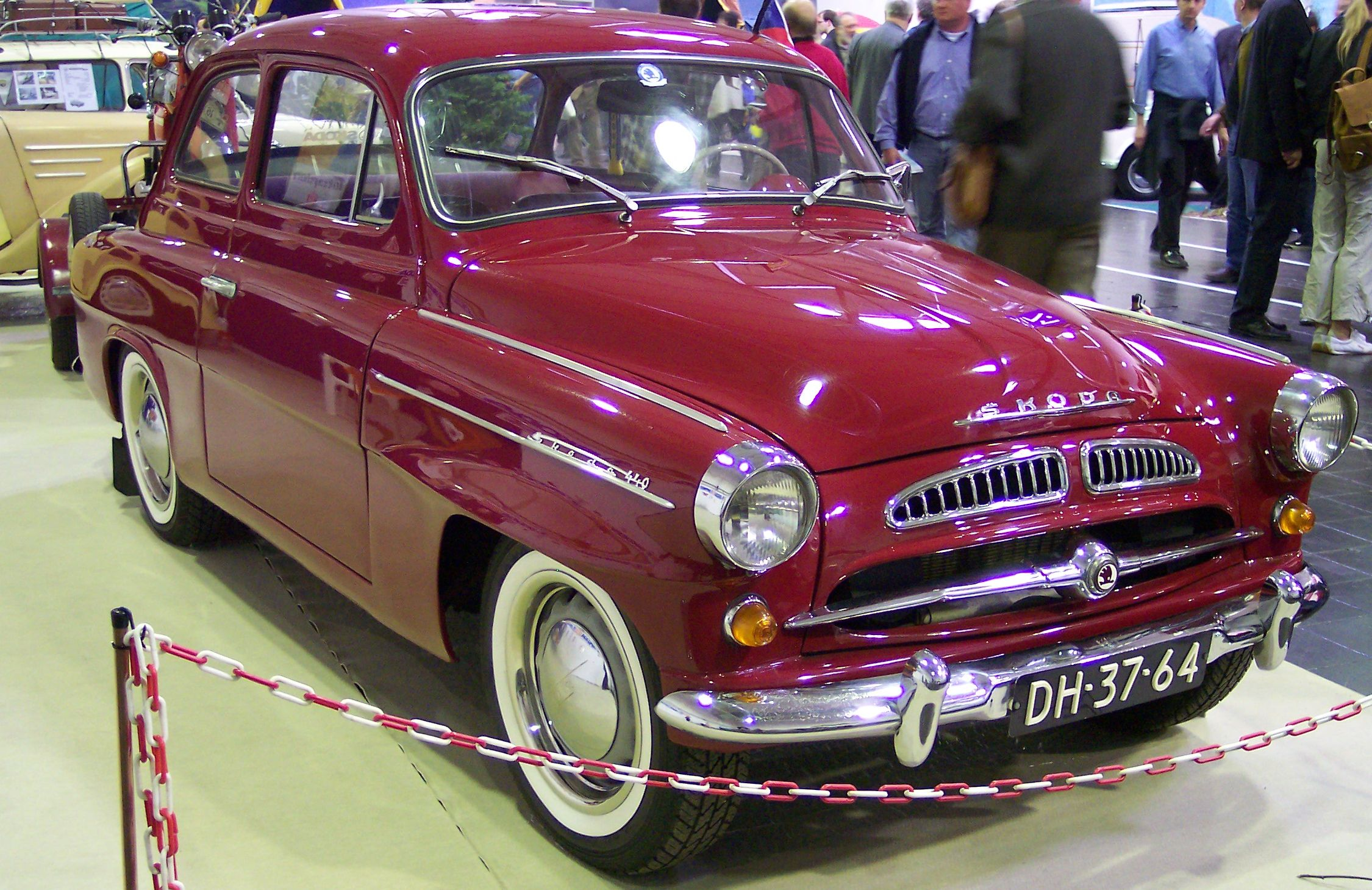
Škoda 440 (1955–59)

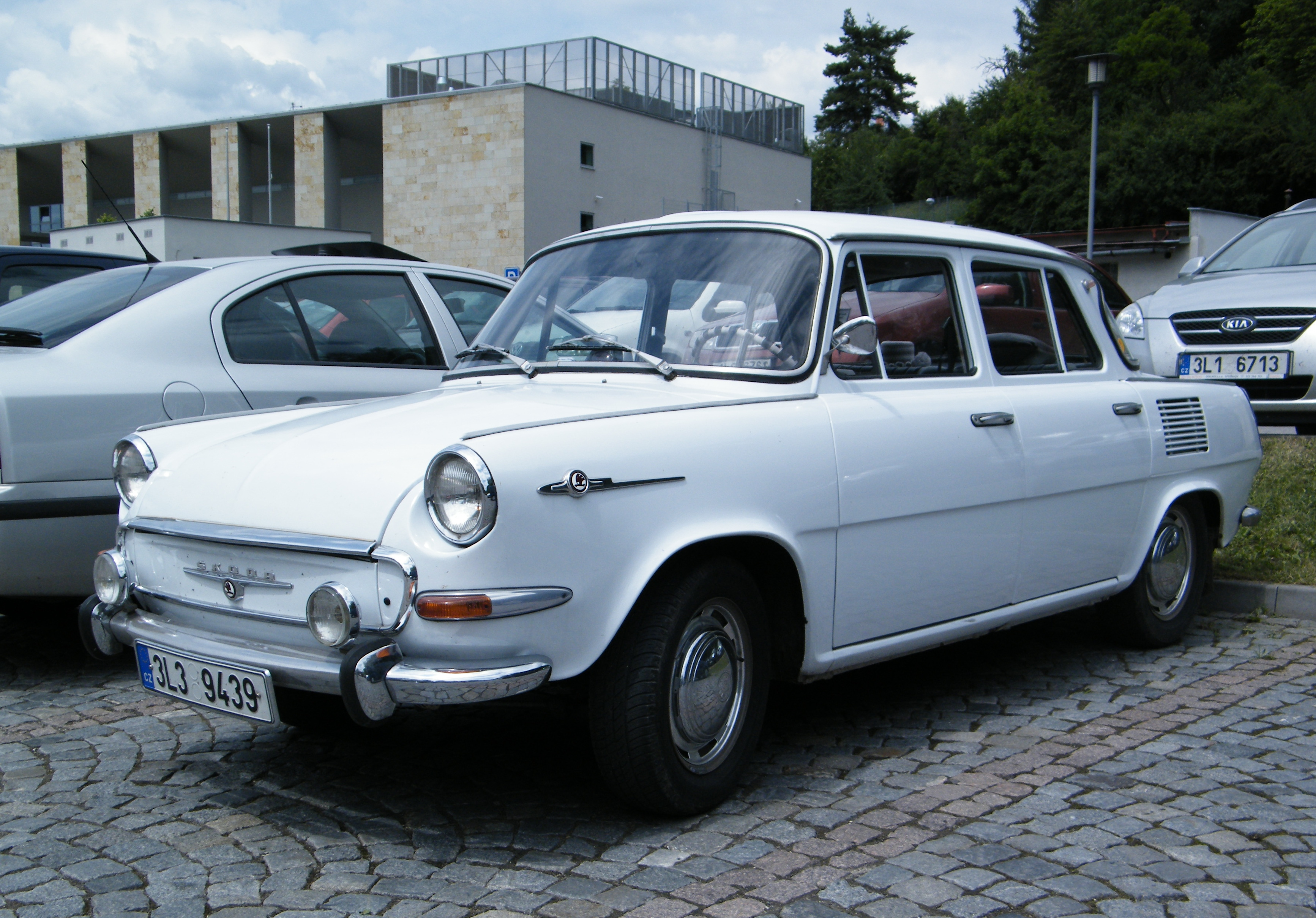
Škoda 1000 MB (1964–1969)

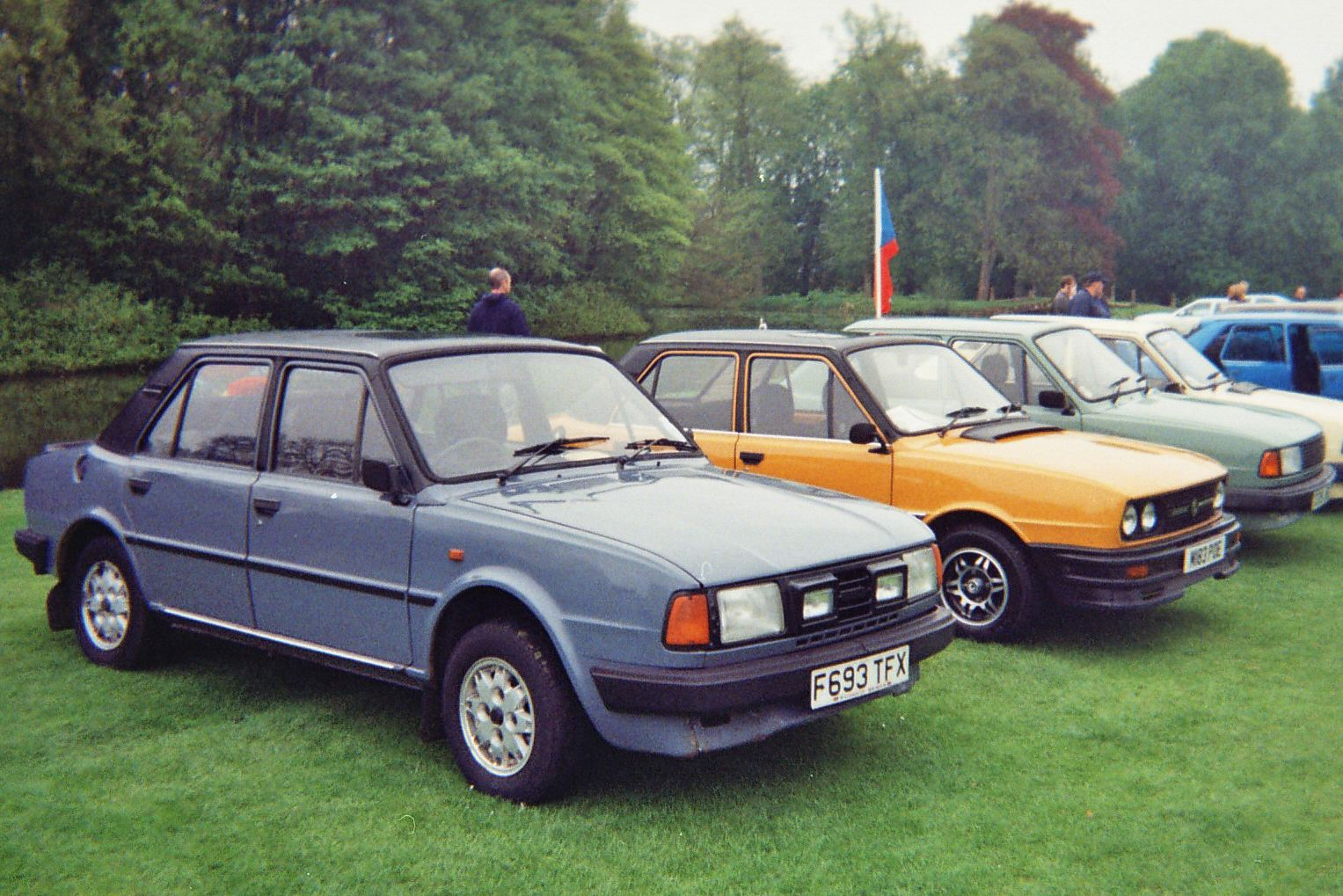
Модели семейства 105/120/125 (1976–1990)

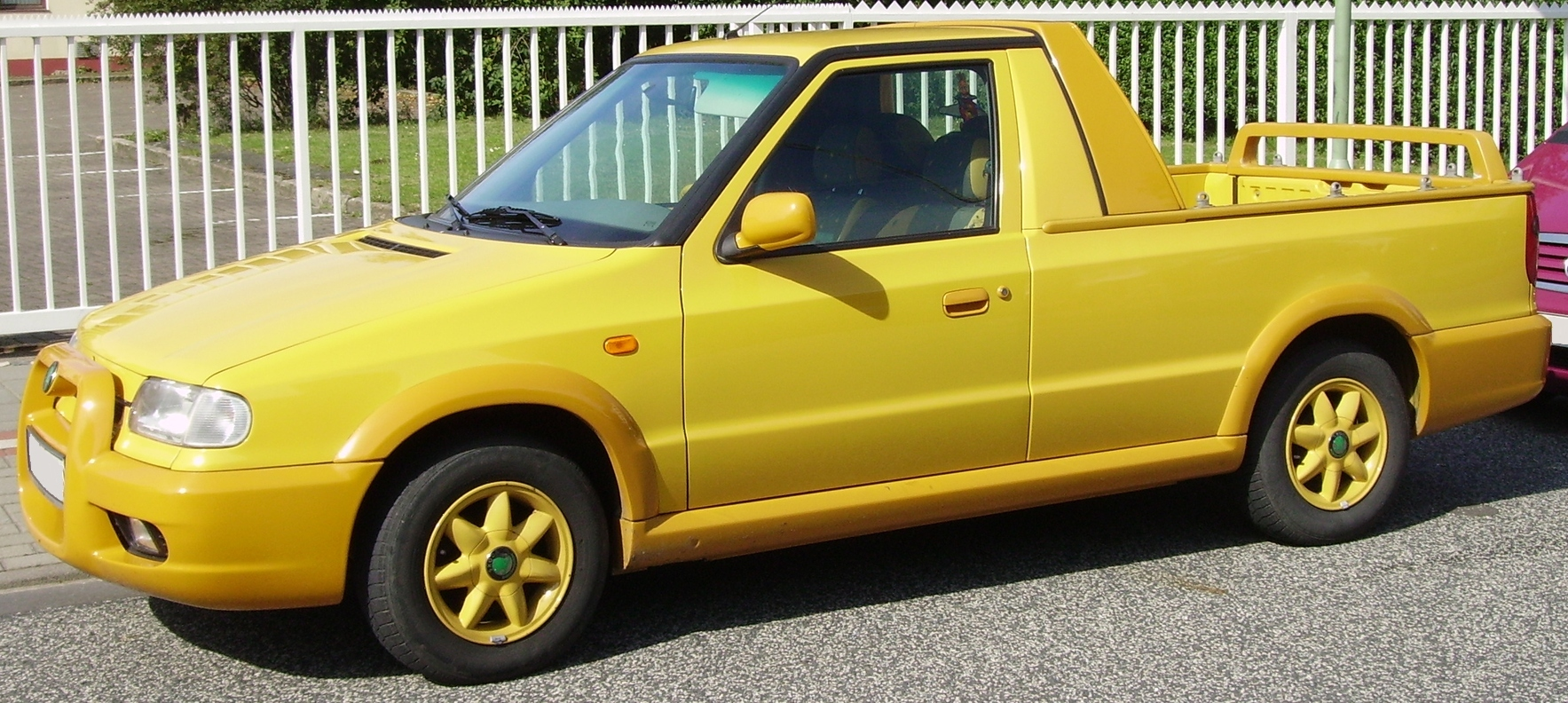
Škoda Felicia Fun (1996–2000)

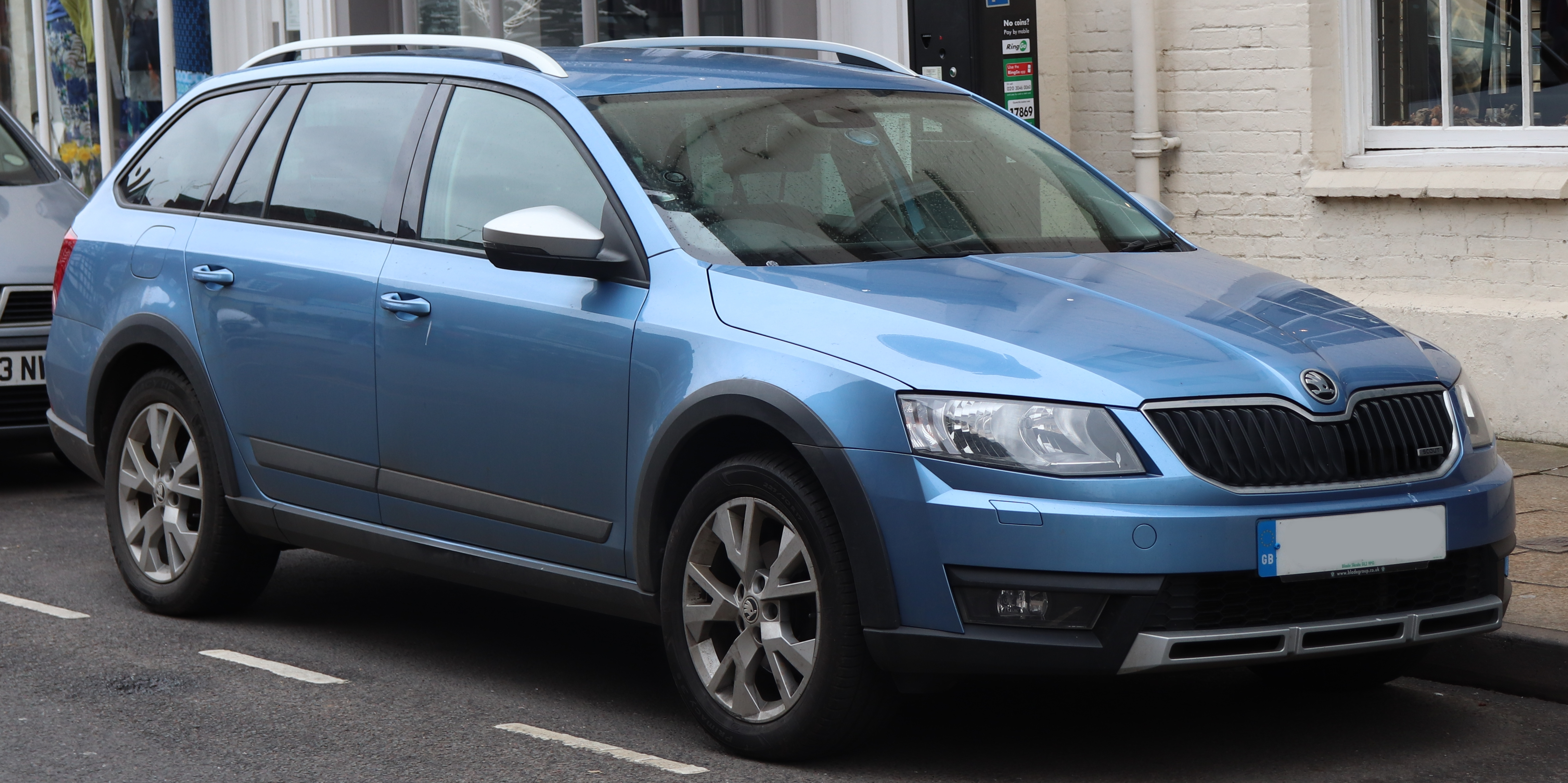
Škoda Octavia II Scout (2006–2013)

#### 1900-е
- Laurin & Klement A (1905–07)
- Laurin & Klement B (1906–08)
- Laurin & Klement C (1906–08)
- Laurin & Klement D (1906–07)
- Laurin & Klement E (1906–09)
- Laurin & Klement B2 (1907–08)
- Laurin & Klement C2 (1907–08)
- Laurin & Klement F (1907–09)
- Laurin & Klement FF (1907)
- Laurin & Klement FC (1907–09)
- Laurin & Klement HO/ HL/HLb (1907–13)
- Laurin & Klement BS (1908–09)
- Laurin & Klement FCS (1908–09)
- Laurin & Klement G (1908–11)
- Laurin & Klement DO/DL (1909–12)
- Laurin & Klement FDO/FDL (1909–15)
- Laurin & Klement EN (1909–10)
- Laurin & Klement FN/GDV/RC (1909–13)
- Laurin & Klement FCR (1909)
- Laurin & Klement L/LO (1909–11)

#### 1910-е
- Laurin & Klement ENS (1910–11)
- Laurin & Klement K/Kb/LOKb (1911–15)
- Laurin & Klement LK (1911–12)
- Laurin & Klement S/Sa (1911–16)
- Laurin & Klement DN (1912–15)
- Laurin & Klement RK (1912–16)
- Laurin & Klement Sb/Sc (1912–15)
- Laurin & Klement M/Mb/MO (1913–15)
- Laurin & Klement MK/400 (1913–24)
- Laurin & Klement O/OK (1913–16)
- Laurin & Klement Sd/Se/Sg/Sk (1913–17)
- Laurin & Klement Ms (1914–20)
- Laurin & Klement Sh/Sk (1914–17)
- Laurin & Klement T/Ta (1914–21)
- Laurin & Klement Si/Sl/Sm/So/200/205 (1916–24)
- Laurin & Klement Md/Me/Mf/Mg/Mh/Mi/Ml/300/305 (1917–23)

#### 1920-е
- Laurin & Klement MS/540/545 (1920–23)
- Laurin & Klement Škoda 545 (1924–27)
- Škoda 422 (1929–32)
- Škoda 430 (1929–36)
- Škoda 645 (1929–34)
- Škoda 860 (1929–32)

#### 1930-е
- Škoda 650 (1930–34)
- Škoda 633 (1931–34)
- Škoda 637 (1932–35)
- Škoda 420 Standard/Rapid/Popular (1933–38)
- Škoda Rapid (1935–47)
- Škoda Favorit (1936–41)
- Škoda Superb (1934–43)

#### 1940-е
- Škoda Superb OHV (1946–49)
- Škoda 1101 Tudor (1946–49)
- Škoda 1102 (1948–52)
- Škoda VOS (1949–52)

#### 1950-е
- Škoda 1200 (1952–55)
- Škoda 440/445/450 (1955–59)
- Škoda 1201 (1955–62)
- Škoda Felicia (1959–64)
- Škoda Octavia (1959–64)

#### 1960-е
- Škoda 1202 (1961–73)
- Škoda Octavia Combi (1964–71)
- Škoda 1000 MB (1964–69)
- Škoda 1203 (1968–99)
- Škoda 100/110 (1969–77)

#### 1970-е
- Škoda 110 R (1970–80)
- Škoda 105/120/125 (1976–90)

#### 1980-е
- Škoda Garde (1981–84)
- Škoda 130/135/136 (1984–90)
- Škoda Rapid (1984) (1984–90)
- Škoda Favorit/Forman/Pick-up (1987–95)

#### 1990-е
- Škoda Felicia (1994–2001)
- Škoda Octavia первое поколение (1996–2004, Tour 2004–10)
- Škoda Fabia первое поколение (1999–2007)

#### 2000-е
- Škoda Superb первое поколение (2001—2008)
- Škoda Octavia второе поколение (2004—2013)
- Škoda Roomster/Praktik — компактвэн (2006—2015)
- Škoda Fabia второе поколение (2007—2014)
- Škoda Superb второе поколение (2008—2015)
- Škoda Yeti — компактный кроссовер (2009—2017)

#### 2010-е
- Škoda Citigo — городской компакт (2011–2020)
- Škoda Rapid — автомобиль малого класса (с 2012 года)
- Škoda Octavia третье поколение (с 2013 года)
- Škoda Fabia третье поколение (с 2014 года)
- Škoda Superb третье поколение (с 2015 года)
- Škoda Kodiaq — SUV (с 2016 года)
- Škoda Karoq — компактный кроссовер (с 2017 года)
- Škoda Scala — автомобиль малого класса (с 2018 года)
- Škoda Kamiq — компактный кроссовер (с 2019 года)
- Škoda Octavia четвёртое поколение (с 2019 года)

#### 2020-е
- Škoda Enyaq — электрический кроссовер (с 2020 года)
- Škoda Kushaq — субкомпактный кроссовер (с 2021 года)
- Škoda Fabia четвёртое поколение (с 2021 года)
- Škoda Slavia — субкомпактный автомобиль (с 2022 года)

## Данные о продажах
| Модель         | 1994    | 1995    | 1996    | 1997    | 1998    | 1999    | 2000    | 2001    | 2002    | 2003    | 2004    | 2005    | 2006    | 2007    | 2008    | 2009    | 2010    | 2011    | 2012    | 2013    | 2014      | 2015      | 2016      | 2017      | 2018      |
| -------------- | ------- | ------- | ------- | ------- | ------- | ------- | ------- | ------- | ------- | ------- | ------- | ------- | ------- | ------- | ------- | ------- | ------- | ------- | ------- | ------- | --------- | --------- | --------- | --------- | --------- |
| Škoda Felicia  | 172 000 | 210 000 | 261 000 | 288 458 | 261 127 | 241 256 | 148 500 | 44 963  | −       | −       | −       | −       | −       | −       | −       | −       | −       | −       | −       | −       | −         | −         | −         | −         | –         |
| Škoda Octavia  | −       | −       | −       | 47 876  | 102 373 | 143 251 | 158 503 | 164 134 | 164 017 | 165 635 | 181 683 | 233 322 | 270 274 | 309 951 | 344 857 | 317 335 | 349 746 | 387 200 | 409 360 | 359 600 | 389 300   | 432 300   | 436 300   | 418 800   | 388 200   |
| Škoda Fabia    | −       | −       | −       | −       | −       | 823     | 128 872 | 250 978 | 264 641 | 260 988 | 247 600 | 236 698 | 243 982 | 232 890 | 246 561 | 264 173 | 229 045 | 266 800 | 255 025 | 202 000 | 160 500   | 192 400   | 202 800   | 206 500   | 190 900   |
| Škoda Superb   | −       | −       | −       | −       | −       | −       | −       | 177     | 16 867  | 23 135  | 22 392  | 22 091  | 20 989  | 20 530  | 25 645  | 44 548  | 98 873  | 116 700 | 106 847 | 94 400  | 91 100    | 80 200    | 139 100   | 150 900   | 138 100   |
| Škoda Roomster | −       | −       | −       | −       | −       | −       | −       | −       | −       | −       | −       | −       | 14 422  | 66 661  | 57 467  | 47 152  | 32 332  | 36 000  | 39 249  | 33 300  | 29 600    | 16 600    | −         | −         | –         |
| Škoda Yeti     | −       | −       | −       | −       | −       | −       | −       | −       | −       | −       | −       | −       | −       | −       | −       | 11 018  | 52 604  | 70 300  | 90 952  | 82 400  | 102 900   | 99 500    | 95 600    | 69 500    | 13 100    |
| Škoda Rapid    | −       | −       | −       | −       | −       | −       | −       | −       | −       | −       | −       | −       | −       | −       | −       | −       | −       | 1 700   | 9 292   | 103 800 | 221 400   | 194 300   | 212 800   | 211 500   | 191 500   |
| Škoda Citigo   | −       | −       | −       | −       | −       | −       | −       | −       | −       | −       | −       | −       | −       | −       | −       | −       | −       | 509     | 36 687  | 45 200  | 42 500    | 40 200    | 40 700    | 37 100    | 39 200    |
| Škoda Kodiaq   | −       | −       | −       | −       | −       | −       | −       | −       | −       | −       | −       | −       | −       | −       | −       | −       | −       | −       | −       | −       | −         | −         | −         | 100 000   | 149 200   |
| Škoda Karoq    | −       | −       | −       | −       | −       | −       | −       | −       | −       | −       | −       | −       | −       | −       | −       | −       | −       | −       | −       | −       | −         | −         | −         | 6 300     | 115 700   |
| Škoda Kamiq    | −       | −       | −       | −       | −       | −       | −       | −       | −       | −       | −       | −       | −       | −       | −       | −       | −       | −       | −       | −       | −         | −         | −         | –         | 27 900    |
| Всего          | 172 000 | 210 000 | 261 000 | 336 334 | 363 500 | 385 330 | 435 403 | 460 252 | 445 525 | 449 758 | 451 675 | 492 111 | 549 667 | 630 032 | 674 530 | 684 226 | 762 600 | 879 200 | 949 412 | 920 800 | 1 037 200 | 1 055 500 | 1 127 700 | 1 200 500 | 1 253 700 |

## Заводы

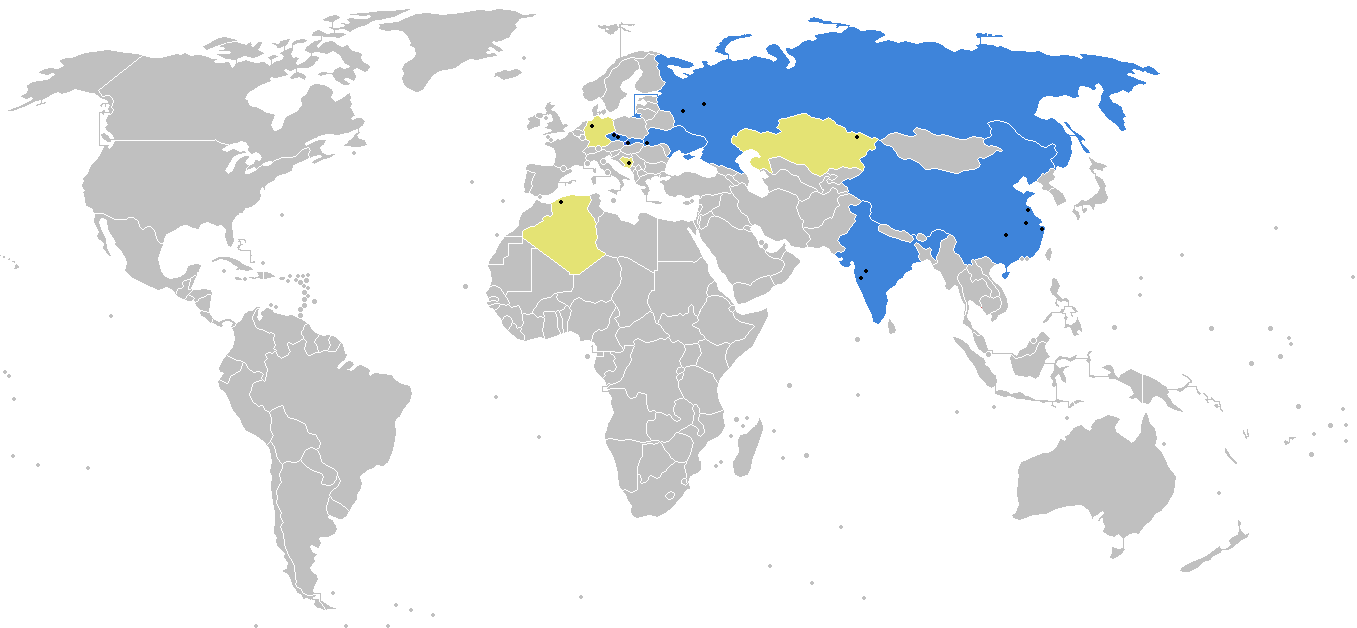
Заводы в мире

Автомобили Škoda производятся на собственных заводах компании в Чехии, а также осуществляется сборка на нескольких зарубежных заводах в кооперации с местными партнёрами:
| Завод                    | Производимые модели и агрегаты                                         | Местонахождение                  | Владелец завода                                      |
| ------------------------ | ---------------------------------------------------------------------- | -------------------------------- | ---------------------------------------------------- |
| Млада Болеслав (Чехия)   | Fabia, Karoq, Kamiq, Octavia, Scala, Enyaq iV, двигатели, КПП, батареи | 50°25′16″ с. ш. 14°55′50″ в. д.  | ŠKODA AUTO a.s.                                      |
| Квасины (Чехия)          | Karoq, Kodiaq, Superb                                                  | 50°12′17″ с. ш. 16°15′28″ в. д.  | ŠKODA AUTO a.s.                                      |
| Врхлаби (Чехия)          | Трансмиссии                                                            | 50°36′39″ с. ш. 15°37′28″ в. д.  | ŠKODA AUTO a.s.                                      |
| Братислава (Словакия)    | Karoq, КПП                                                             | 48°14′03″ с. ш. 16°59′16″ в. д.  | Volkswagen Slovakia, a.s. (дочерняя компания VW AG)  |
| Калуга (Россия)          | производство остановлено                                               | 54°34′28″ с. ш. 36°20′40″ в. д.  | OOO Volkswagen Group Rus (дочерняя компания VW AG)   |
| Нижний Новгород (Россия) | производство остановлено                                               | 56°14′32″ с. ш. 43°53′16″ в. д.  | Группа ГАЗ (совместное предприятие с VW AG)          |
| Пуна (Индия)             | Kushaq, Slavia, двигатели                                              | 18°44′32″ с. ш. 73°49′07″ в. д.  | Volkswagen India (дочерняя компания VW AG)           |
| Аурангабад (Индия)       | Octavia, Superb, Kodiaq                                                | 19°52′23″ с. ш. 75°29′18″ в. д.  | Škoda Auto India (дочерняя компания ŠKODA AUTO a.s.) |
| Ичжэн (Китай)            | Rapid                                                                  | 32°17′23″ с. ш. 119°12′16″ в. д. | Shanghai Volkswagen (совместное предприятие VW AG)   |
| Нинбо (Китай)            | Octavia, Karoq                                                         | 30°20′29″ с. ш. 121°19′26″ в. д. | Shanghai Volkswagen (совместное предприятие VW AG)   |
| Нанкин (Китай)           | Kamiq, Kamiq GT, Superb                                                | 31°56′48″ с. ш. 118°47′47″ в. д. | Shanghai Volkswagen (совместное предприятие VW AG)   |
| Чанша (Китай)            | Kodiaq, Kodiaq GT                                                      | 28°10′15″ с. ш. 113°10′35″ в. д. | Shanghai Volkswagen (совместное предприятие VW AG)   |

## Автомотоспорт

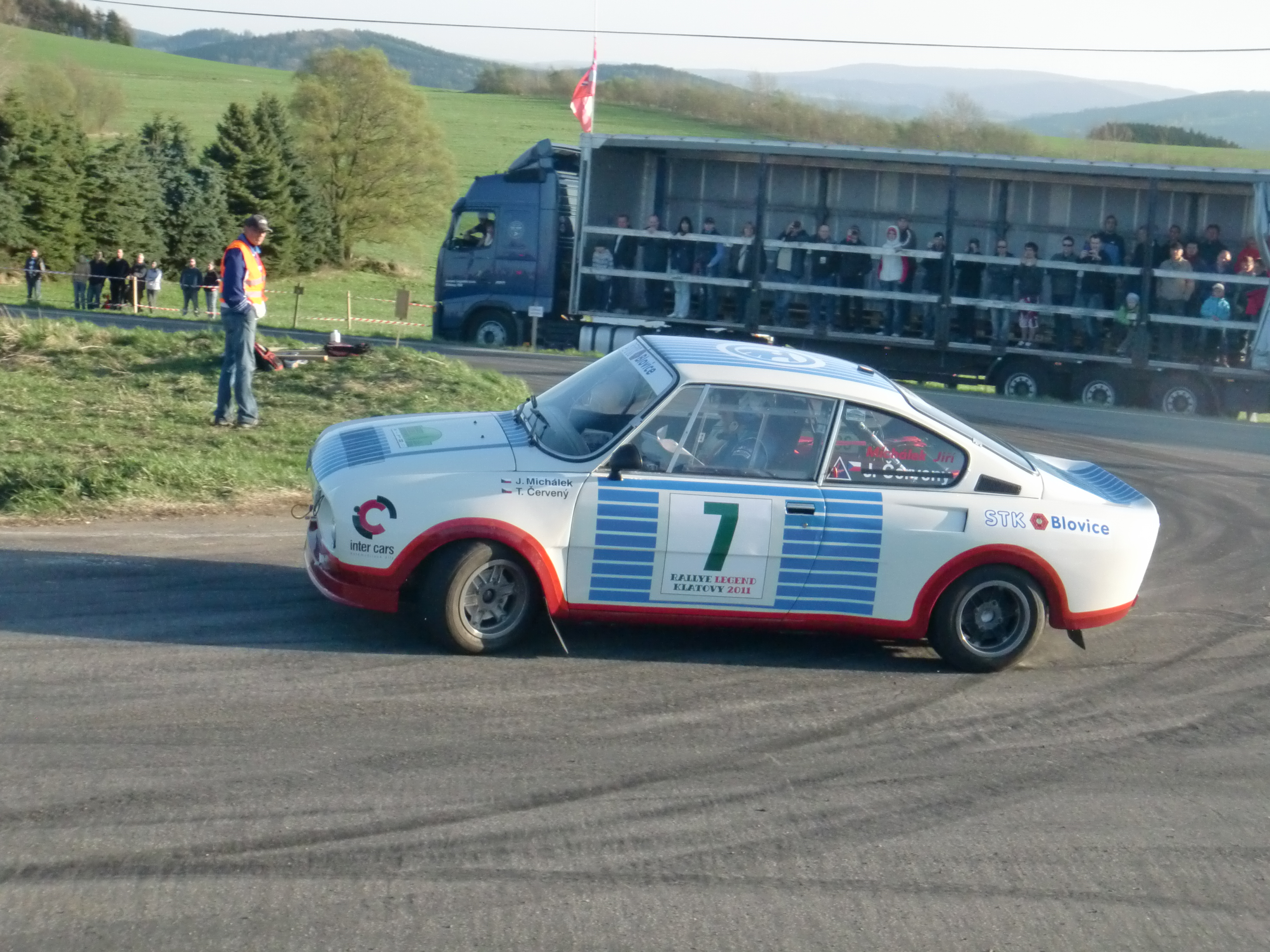
Škoda 130 RS на трассе раллийного спецучастка

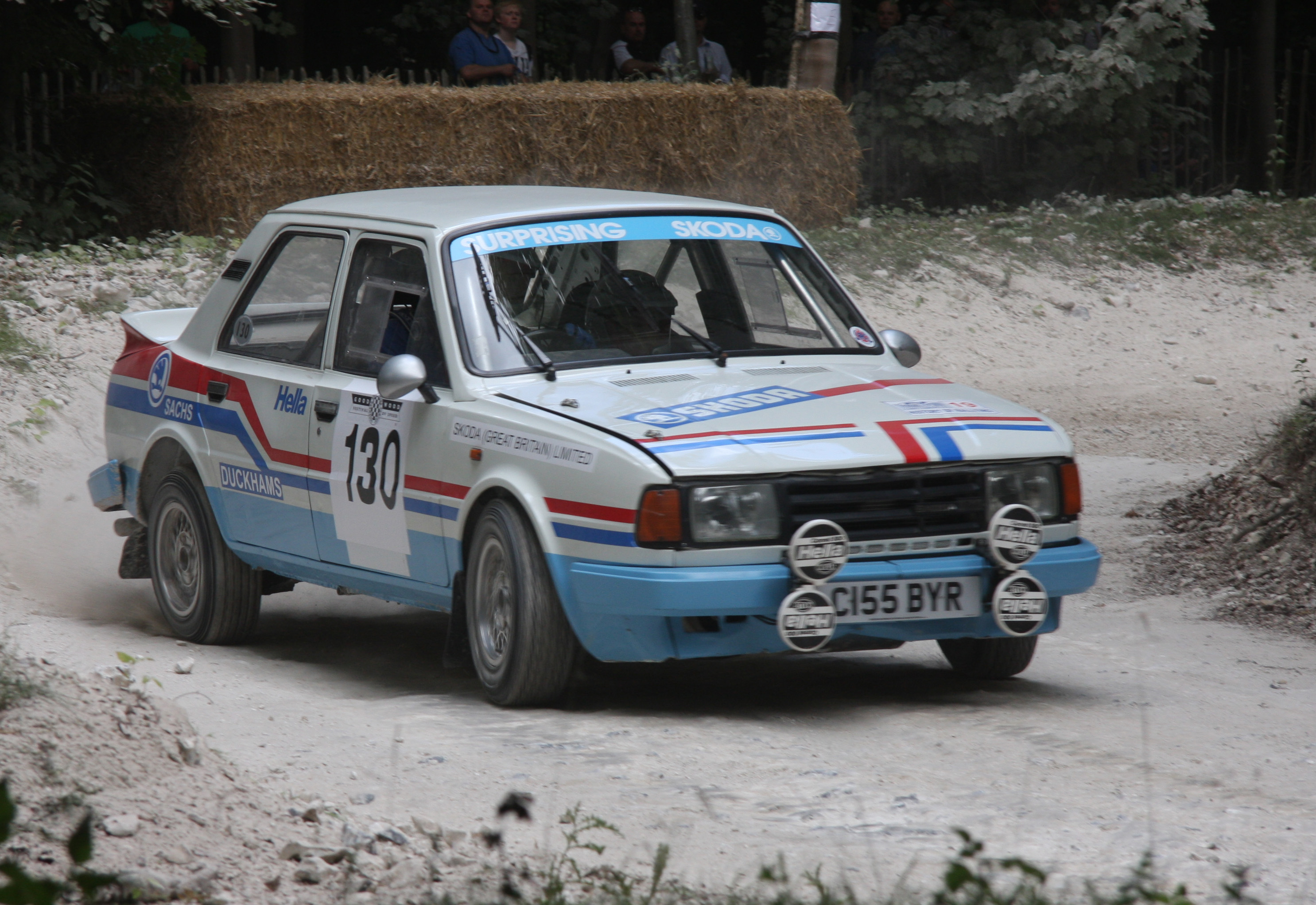
Škoda 130 LR на трассе раллийного спецучастка

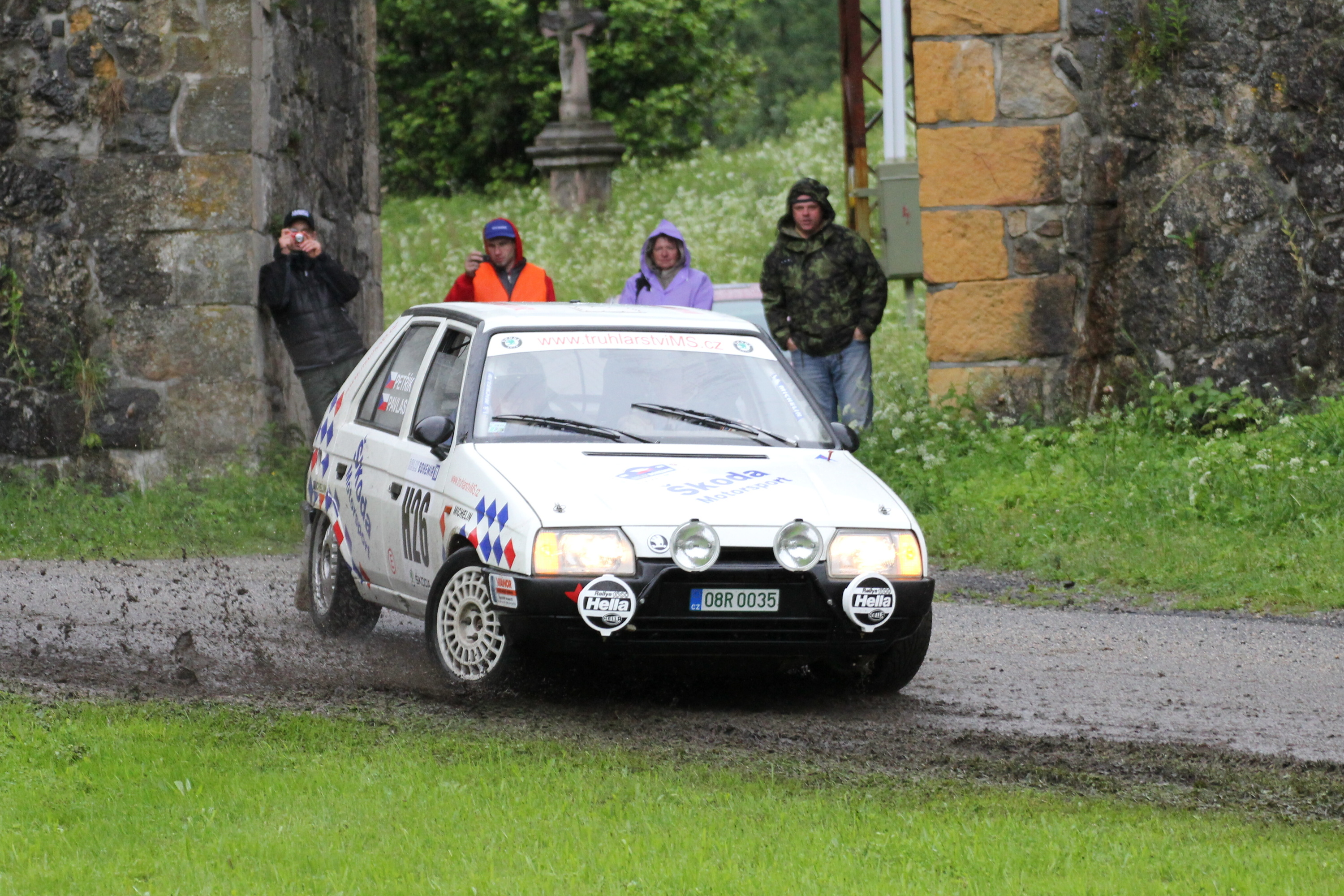
Favorit 136 L на трассе раллийного спецучастка

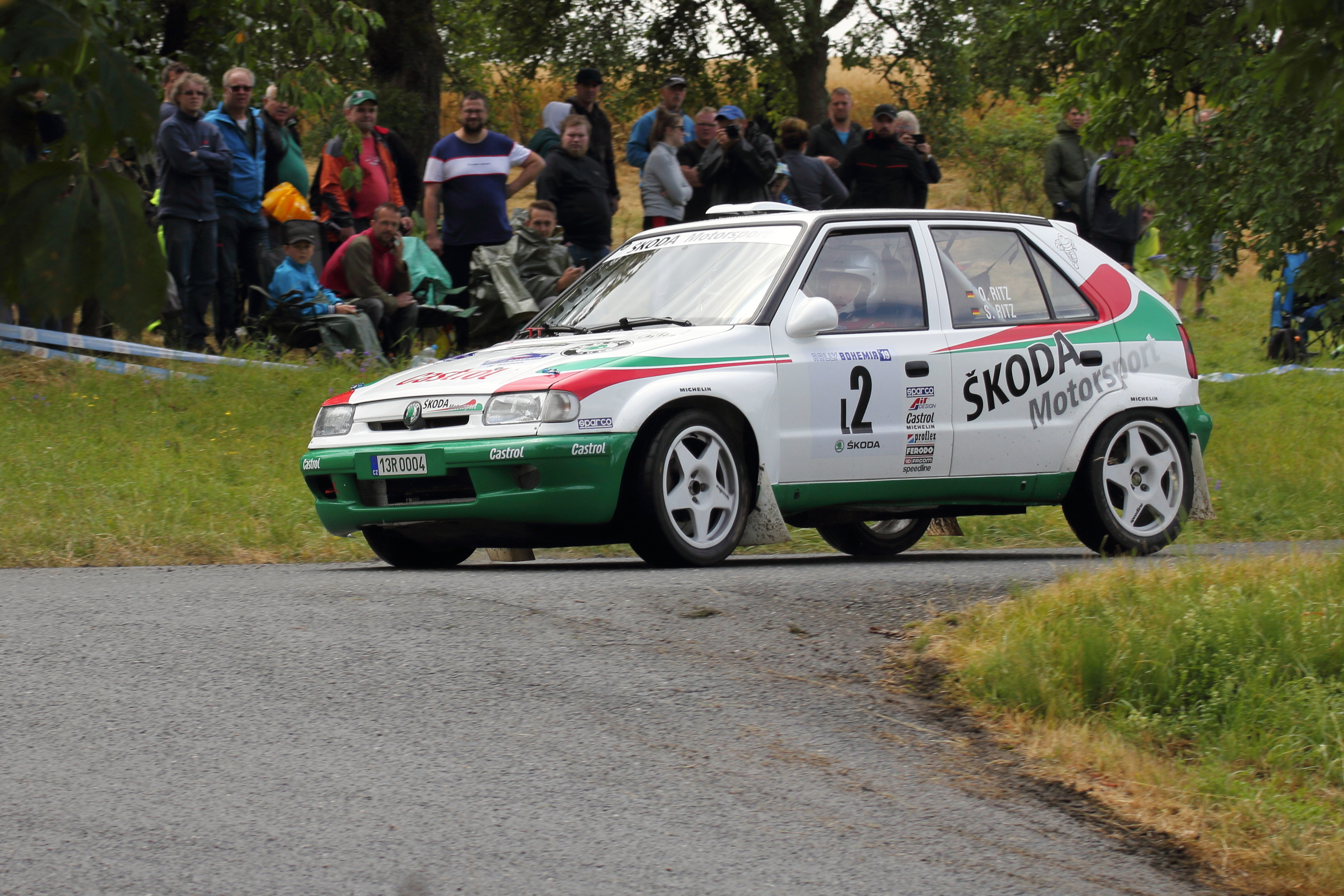
Felicia Kit-Car на трассе раллийного спецучастка

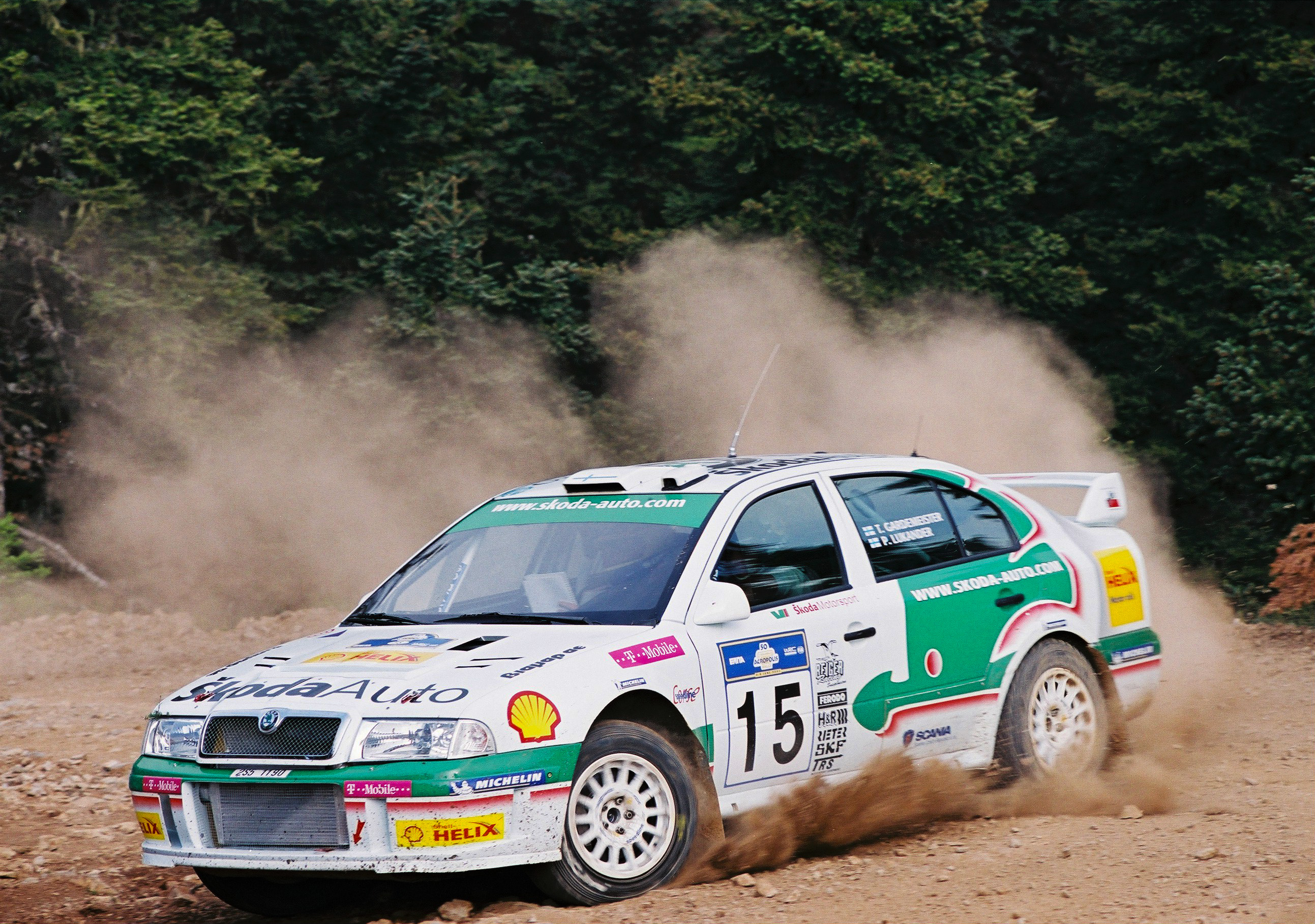
Škoda Octavia WRC в 2003 году

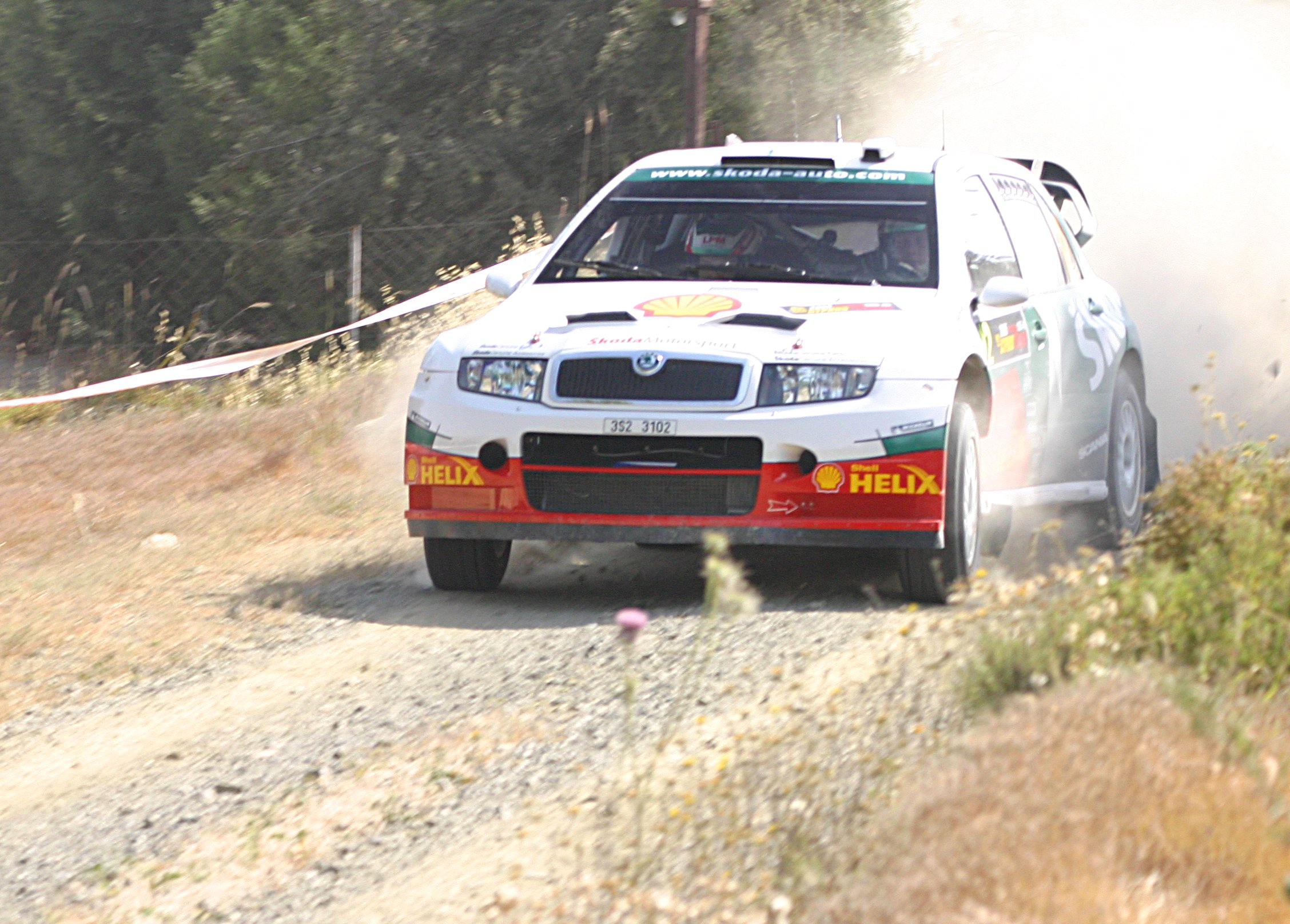
Škoda Fabia WRC в 2005 году

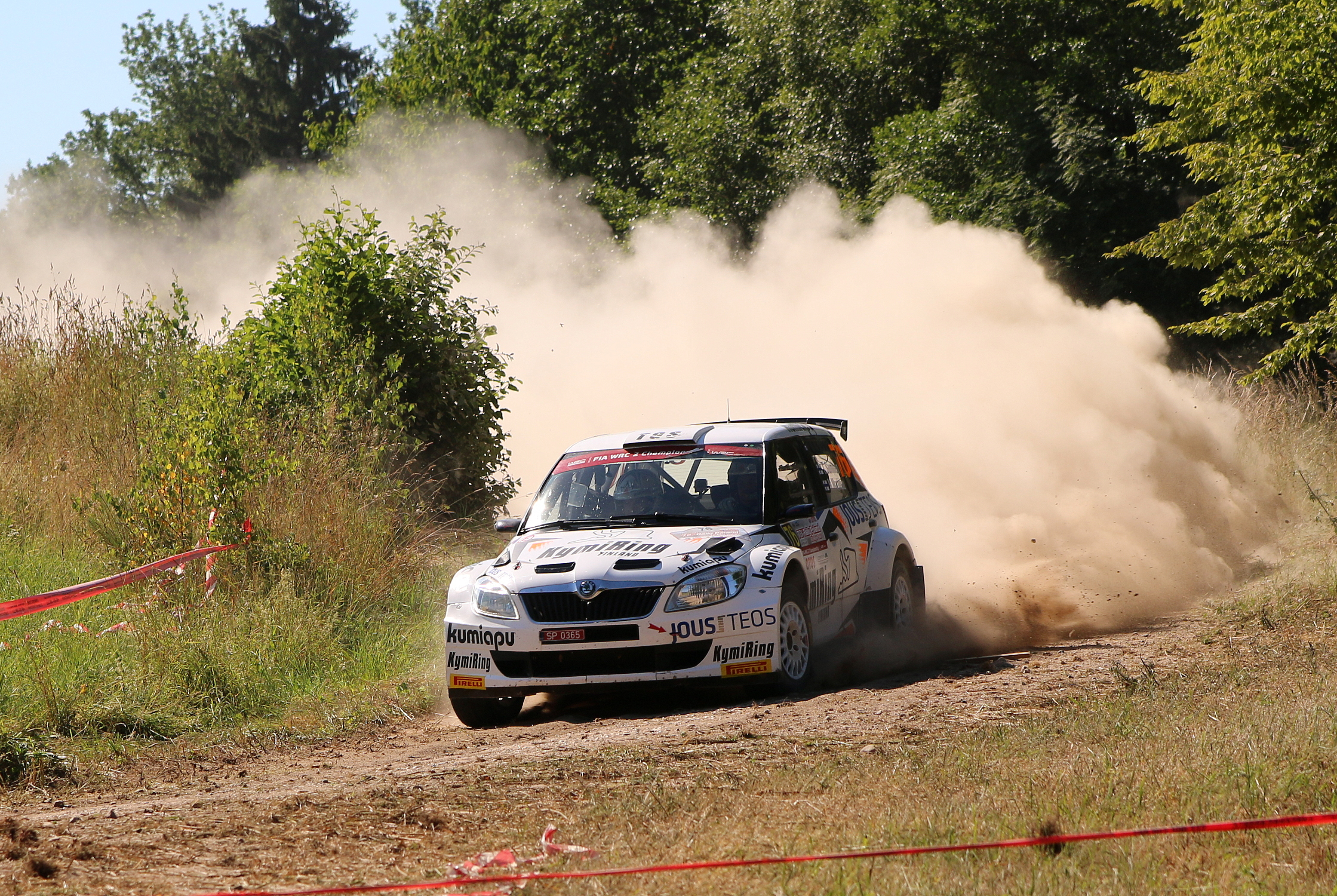
Škoda Fabia S2000 на трассе раллийного спецучастка

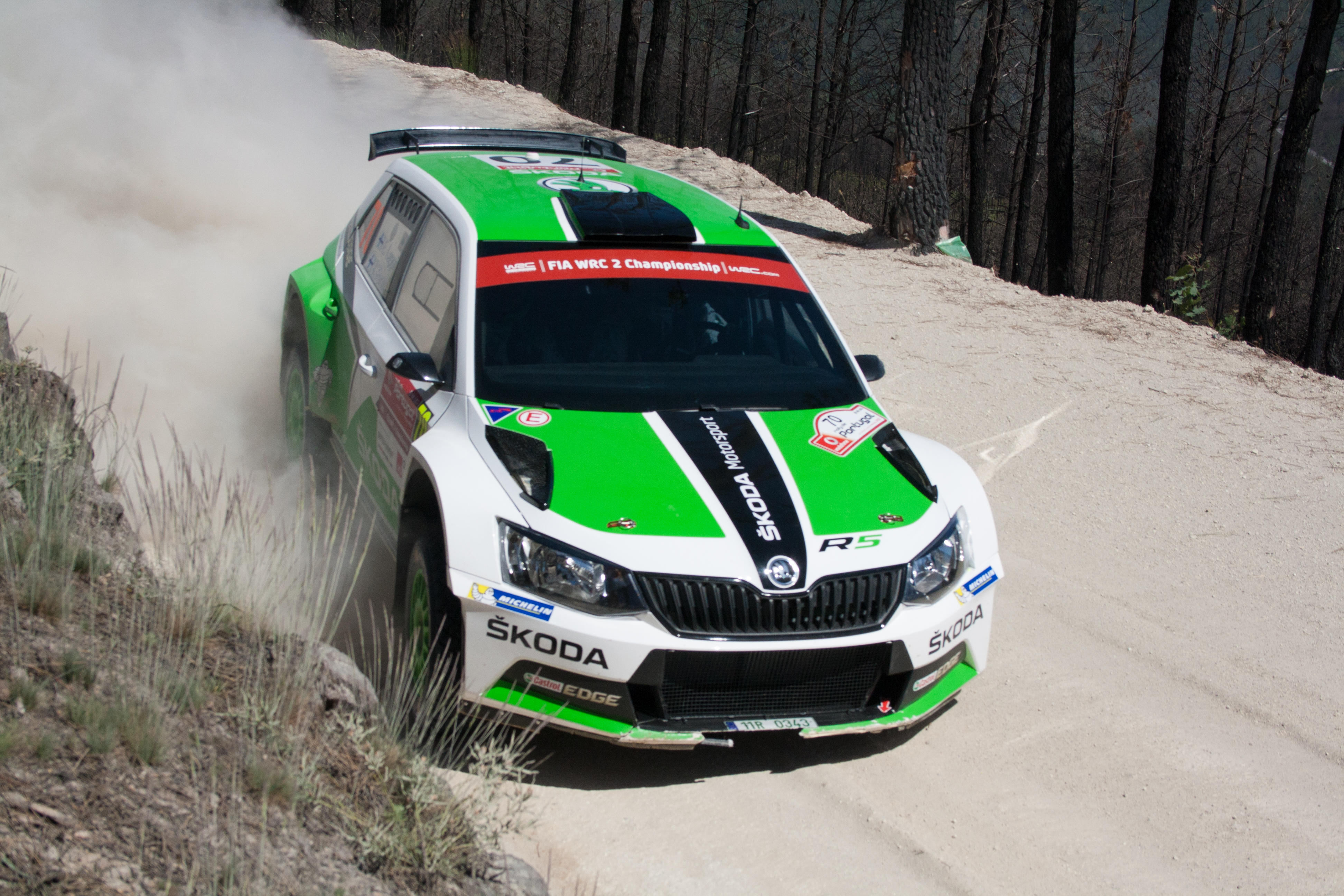
Škoda Fabia R5 в 2015 году

Компания участвует в автомотогонках с 1901 года (изначально как Laurin & Klement в мотоспорте) и завоевала множество титулов с различными моделями мотоциклов и автомобилей.
Škoda много лет принимает участие в чемпионате мира по ралли. На модели 130 RS были завоёваны первые три места в своём классе на Ралли Великобритании 1977, первые два места в своём классе в ралли Монте-Карло 1977 и Ралли Великобритании 1978, победа в своём классе в ралли Финляндии 1977. Были успехи и на других этапах мирового первенства. С этой же моделью Škoda заняла третье итоговое место в зачёте производителей чемпионата Европы по кольцевым гонкам в классе Туринг в 1980-м, и выиграла в 1981-м. Также на разных моделях семейства 110 R были неоднократно выиграны международные Кубки Дружбы социалистических стран в личном зачёте по кольцевым гонкам (1974—1978) и по ралли (1977—1981, 1983). Затем целая серия побед в этом раллийном турнире была достигнута на заднемоторной и заднеприводной модели Škoda 130 LR: в 1985 и 1987-1989 годах.
После вхождения в концерн Volkswagen Group чешский автопроизводитель активизировал свою программу участия в чемпионате мира по ралли. В сезонах 1993—1997 команда на переднеприводных хетчбэках Favorit 136 L (1993—1995), Felicia Kit-Car (1995—1997) и Octavia Kit Car (1997) выступала в кубке мира для двухлитровых автомобилей. Все пять сезонов Škoda Motorsport становилась призёром командного зачёта, выиграла 9 этапов, и одержала итоговую победу в 1994-м. Чемпион мира по ралли 1984 года Стиг Бломквист за рулём Felicia Kit Car занял третье место в абсолютном зачёте Ралли Великобритании-1996 и смог победить в общем зачёте кубка мира 1996 года для 2-литровых автомобилей (FIA 2-Litre World Rally Cup). А Эмиль Тринер на Octavia Kit Car стал чемпионом Европы по ралли 1998 года в переднеприводном классе «Формула 2» (F2).
Перед началом сезона 1999 команда впервые создала модель топовой раллийной категории World Rally Car — Octavia WRC, с турбированным двигателем и полным приводом, с которой Škoda Motorsport выступала до 2003 года. На этой модели был добыт первый подиум для марки на этапе чемпионата мира по ралли, в Кении-2001. В течение сезона 2003 на смену «Октавии» пришла Fabia WRC, использовавшаяся до 2005 года. Лучший результат на отдельном этапе для данной модели за время выступления заводской команды — шестые места в Ралли Финляндии 2004 года и Тур Корсики 2005 года. После официального ухода Škoda Motorsport из зачёта марок, на Fabia WRC ещё два сезона продолжали выступать частные команды, в их активе пятые места в Ралли Каталонии 2006 и Ралли Германии 2007.
После этого Škoda Motorsport решила сосредоточить свои усилия на подготовке машин предтоповых классов. В 2009 году дебютировала Škoda Fabia S2000, один из самых успешных автомобилей класса Super 2000. На этой модели команда выиграла три раза в престижной гоночной серии Intercontinental Rally Challenge в командном и личном зачётах, одержав при этом рекордные 27 побед на этапах. Кроме того на ней было одержано 16 побед в чемпионате мира по ралли, в классах PWRC, SWRC и WRC-2. В 2010-м команда Red Bull Rally Team, использующая Fabia S2000 стала первой в Командном кубке WRC Super 2000. Юхо Хяннинен в 2011-м победил в чемпионате мира по ралли в классе Super 2000. А в следующем сезоне он выиграл чемпионат Европы по ралли, после чего этот успех повторили два других пилота Škoda — Ян Копецки в 2013-м и Эсапекка Лаппи в 2014-м. На Fabia S2000 были выиграны престижные международные Азиатско-Тихоокеанские чемпионаты по ралли в 2012—2015 годах в личном и командном зачётах. Модель принесла своим пилотам 22 победы на раллийных этапах чемпионата Европы и 14 побед на этапах Азиатско-Тихоокеанского чемпионата.
В 2015-м на замену модели Fabia S2000 пришла Fabia R5 подготовленная по требованиям Группы R5. На ней (включая версию Fabia R5 evo) были выиграны все пять чемпионатов мира по ралли в классе WRC-2 в командном зачёте с участием модели (2015—2019). В личном зачёте чемпионами стали пилотировавшие «Фабию» Эсапекка Лаппи (2016), Понтус Тидеманд (2017), Ян Копецки (2018) и Пьер-Луи Лубе (2019), также Fabia R5 использовал во время двух этапов чемпион 2015 года Нассер Аль-Аттия. На Fabia R5 были выиграны Азиатско-Тихоокеанские чемпионаты по ралли в 2016—2018 годах в личном и командном зачётах. Škoda Motorsport выиграла в зачёте производителей новосозданного турнира World Rally Championship-2 Pro сезона 2019, её пилот Калле Рованпера досрочно победил в личном зачёте, за два этапа до финиша. А в чемпионате Европы по ралли 2019 года выиграл Крис Ингрэм. Модель принесла своим пилотам большое количество побед в ралли — 6 на этапах чемпионата мира в классе WRC-2 Pro, 43 на этапах чемпионата мира в классе WRC-2 (в том числе одну в 2020 году), 17 на этапах чемпионата Европы, 14 на этапах Азиатско-Тихоокеанского чемпионата. Матвей Фуражкин пилотировавший Škoda Fabia выиграл чемпионат Европы 2019 по автокроссу в классе Touring. Это уже четвёртый подряд чемпионский титул добытый на «Фабии» в этом турнире, ранее отличались Вацлав Фейфар в 2016 и 2018 годах, а также Алес Фучик в 2017-м.
В августе 2011 года специально подготовленная Škoda Octavia vRS с форсированным турбодвигателем мощностью около 500 л.с., установила мировой рекорд скорости для автомобиля с 2-литровым двигателем, разогнавшись до 365,43 км/ч на американской трассе Bonneville Speedway, проходящей по дну высохшего озера Бонневилль.
В 1950 году автомобили Škoda впервые выступили в гонке «24 часа Ле-Мана». На старт был заявлен автомобиль типа Škoda 1101 на базе серийного 1101 Tudor с двигателем объёмом 1,1 л и мощностью 56 л.с. под порядковым номером 44. Хотя изначально чехословаки планировали выставить два автомобиля, им удалось подготовить всего один. был подготовлен всего один автомобиль. Škoda 1101 долго удерживала 2-е место в своём гоночном классе при скорости 126 км/ч, но после 13 часов гонки сошла с дистанции из-за того, что полетело одно из стопорных колец поршневого пальца. В 2022 году, спустя 72 года, состоялась гонка Le Mans Classic, в которой снова выступила модель Škoda 1101 под тем же 44-м номером. Спидстер вышел в финал, но в общем зачёте занял 43-е место из 74 машин в собственной категории.

## Спонсорство и благотворительность
Škoda — партнёр чешского Олимпийского комитета с 1992 года. А во время XXIX Олимпийских игр в Пекине (2008) и XXII Олимпийских игр в Сочи (2014) компания являлась официальным автомобильным партнером Олимпиады, как одна из марок концерна Volkswagen, предоставляя до 650 машин для трансферов спортсменов и сопровождающих их лиц.

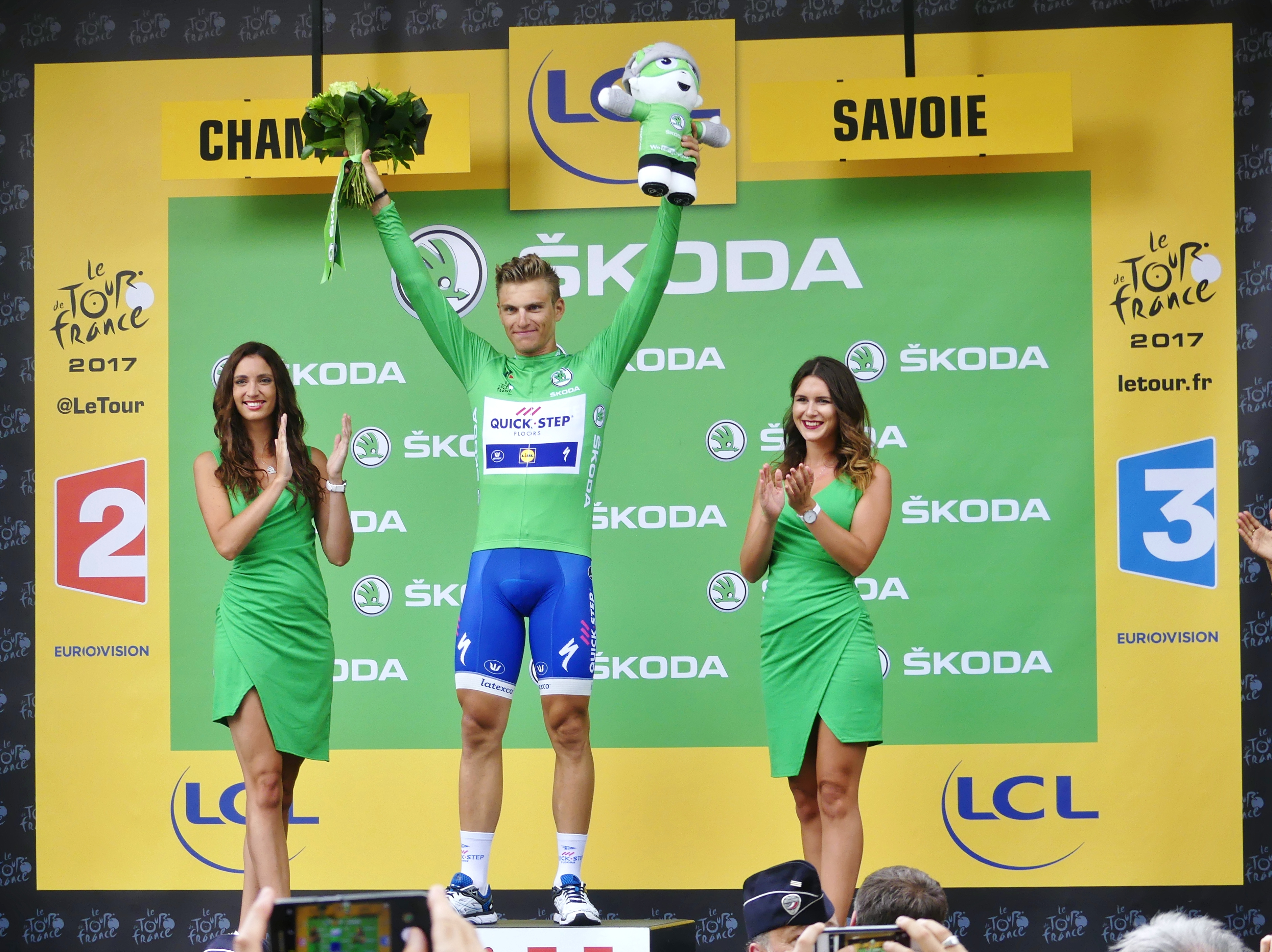
Награждение «зелёной майкой» по окончании этапа на Тур де Франс

Чешский автопроизводитель имеет длительную историю поддержки турниров по хоккею с шайбой. Škoda с 1993 года непрерывно является генеральным спонсором чемпионата мира. Такое долговременное сотрудничество даже послужило поводом для включения в 2007 году в книгу рекордов Гиннесса  за «самое продолжительное главное спонсорство мирового чемпионата». В 2017 году контракт с Международной федерацией хоккея на льду был продлён до 2021 года. Также Škoda поддерживает ряд турниров рангом ниже, например с 2011 года — Кубок Первого канала, являющийся этапом Еврохоккейтура. Кроме этого, проводит собственные турниры по хоккею с шайбой, например — Международный юношеский хоккейный турнир «Кубок Škoda», проводящийся в России с 2012 года. Оказывает поддержку национальным сборным командам Чехии, Словакии, Швейцарии, Германии, Венгрии. С 2010 года Škoda выступает партнёром Федерации хоккея России и национальной сборной страны. На российском рынке для некоторых моделей чешской марки предлагается специальная комплектация Hockey Edition.

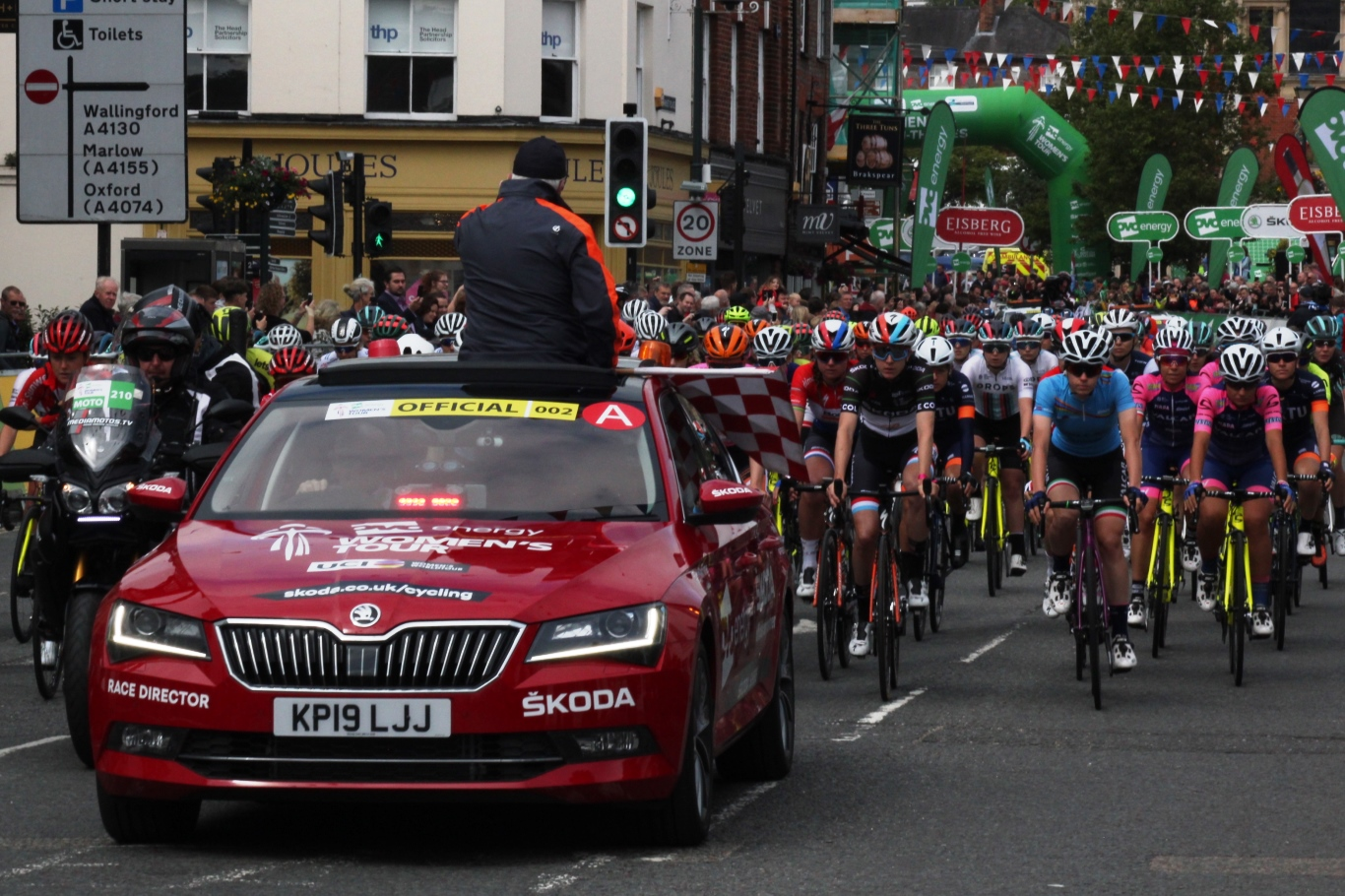
Škoda Superb в качестве штабного автомобиля велогонки

Škoda является транспортным партнёром двух из трёх самых престижных соревнований в шоссейном велоспорте — Гранд Туров: Тур де Франс (с 2004 года)  и Тур Испании (Вуэльта, с 2011 года). Во время проведения веломногодневок для организации и сопровождения гонок предоставляется до 250 автомобилей разных моделей. Плюс Škoda выступает спонсором награды за спринтерскую номинацию, обладатель которой получает «зелёную майку» (Green Jersey), и на Тур де Франс, и на Вуэльте. Причём, руководитель гонок пользуется специально подготовленной версией модели, в которой установлено различное оборудование, радиосвязь, в крыше сделан большой люк нестандартной формы и установлены поручни, для возможности оперативно выглядывать из машины на ходу. Также чешский производитель поддерживает ряд других международных, национальных и любительских событий в велоспорте. Это связано в том числе с историческими корнями, ведь компания Laurin & Klement (предшественник Škoda) начала свою деятельность в 1895 году с производства велосипедов.
С 2011 года Škoda Auto сотрудничает с международной благотворительной организацией Детские деревни — SOS по поддержке детей-сирот, детей, оставшихся без попечения родителей, и детей, которым грозит потеря семьи. Новые автомобили Octavia и Kodiaq используются «Детскими деревнями» в Москве, Томилино, Лаврово, Санкт-Петербурге, Пушкине, Пскове, Вологде, Череповце, Кандалакше, Мурманске и Казани для многочисленных логистических нужд (от небольших ежедневных поездок по всевозможным текущим вопросам до многосоткилометровых пробегов в проблемные семьи, на воссоединение семей и многое другое). Помимо предоставления машины, Škoda оплачивает страховку, техническое обслуживание, ремонт.

## Логотип
Логотип компании «крылатая стрела» впервые был представлен в 1926 году. История гласит, что во время своих путешествий по США Эмиль Шкода (1839 — 1900) оказался так увлечён пернатым головным убором коренных американцев, что вернулся в Пльзень с рельефным изображением, которое позже и вдохновило на создание логотипа компании, в виде стилизованной головы индейца, с головным убором в виде пяти перьев, круглой застёжкой и стрелой.